# Архітектура Бельгії

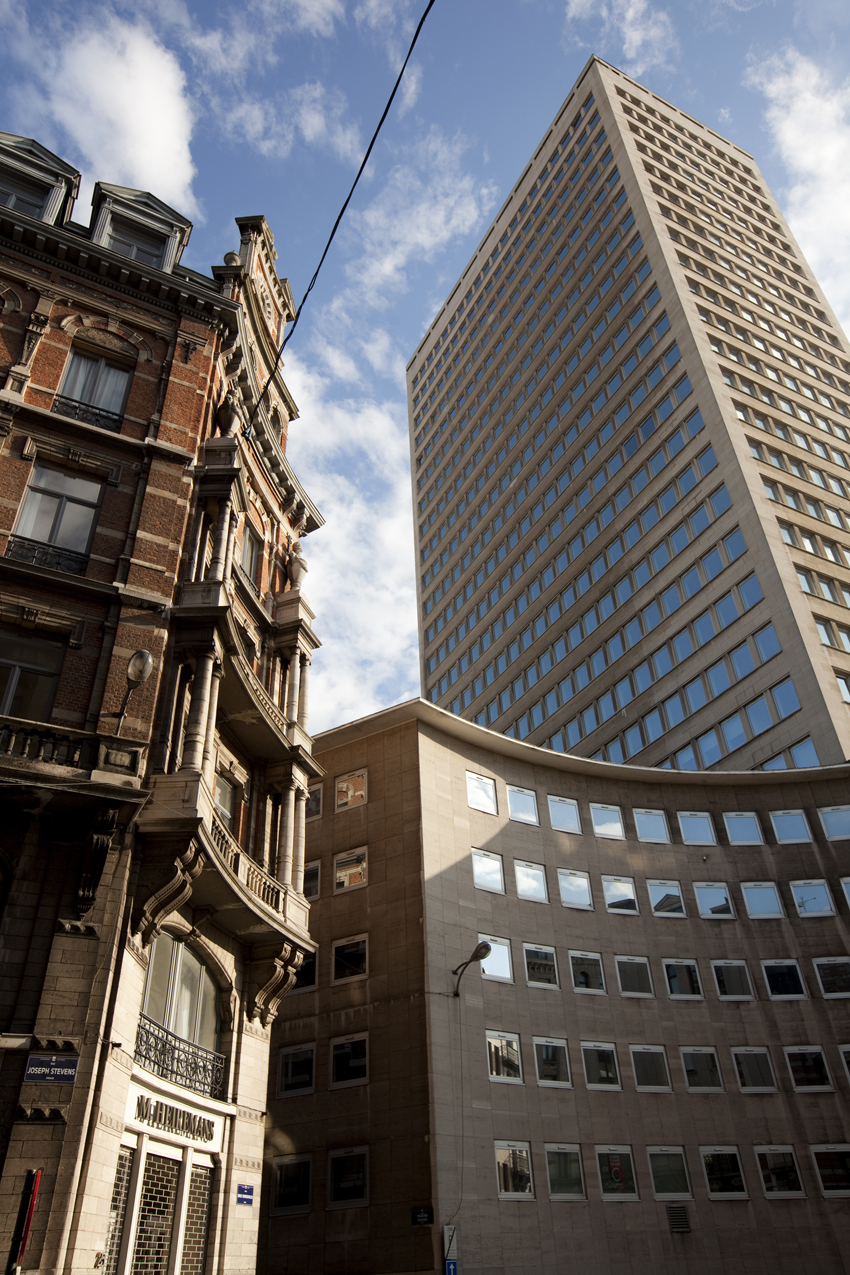
Брюссель.

Архітектура Бельгії (нід. Belgische Architectuur, фр. Belge Architecture) — розвиток архітектури на території сучасної західно-європейської держави Бельгія як складова бельгійської культури, що сформувався і активно тривав у 2-му тисячолітті н. е., до середини XVII століття у рамках нідерландської архітектури (див. Архітектура Нідерландів), маючи певні стадії, як загальноєвропейські, так і з місцевими особливостями.

## Загальна характеристика
Землі Південних Нідерландів (нині Бельгія) виробилися в значний культурний і мистецький осередок ще в добу середньовіччя. Практично до кінця 16 століття культура і мистецтво Фландрії було тісно пов'язане з мистецтвом Північних провінцій, що увійшли до складу Голландії. Розмежуванню і національному відокремленню сприяли події Нідерландської революції. У 1579 р. сім бунтівних провінцій Нідерландів в місті Утрехт створили так звану Республіку Семи Об'єднаних Провінцій. Під час війни з Іспанією їм і вдалося відстояти свою незалежність. Іспанські загарбники помстилися убивством 10.000 громадян міста Антверпен, що привело до масової еміграції в « Об'єднані Провінції» з територій Фландрії, контрольованих Іспанією. Вестфальська мирна угода 1648 р. визнала незалежність «Об'єднаних Провінцій», які стали відомі як Голландія. Після цих подій художня культура Бельгії і Голландії остаточно розділилася і пішла кожна власним шляхом. В 17 столітті Бельгія була утримана в лоні католицизму, а на її мистецтво мали впливи католицькі Італія та Іспанія.

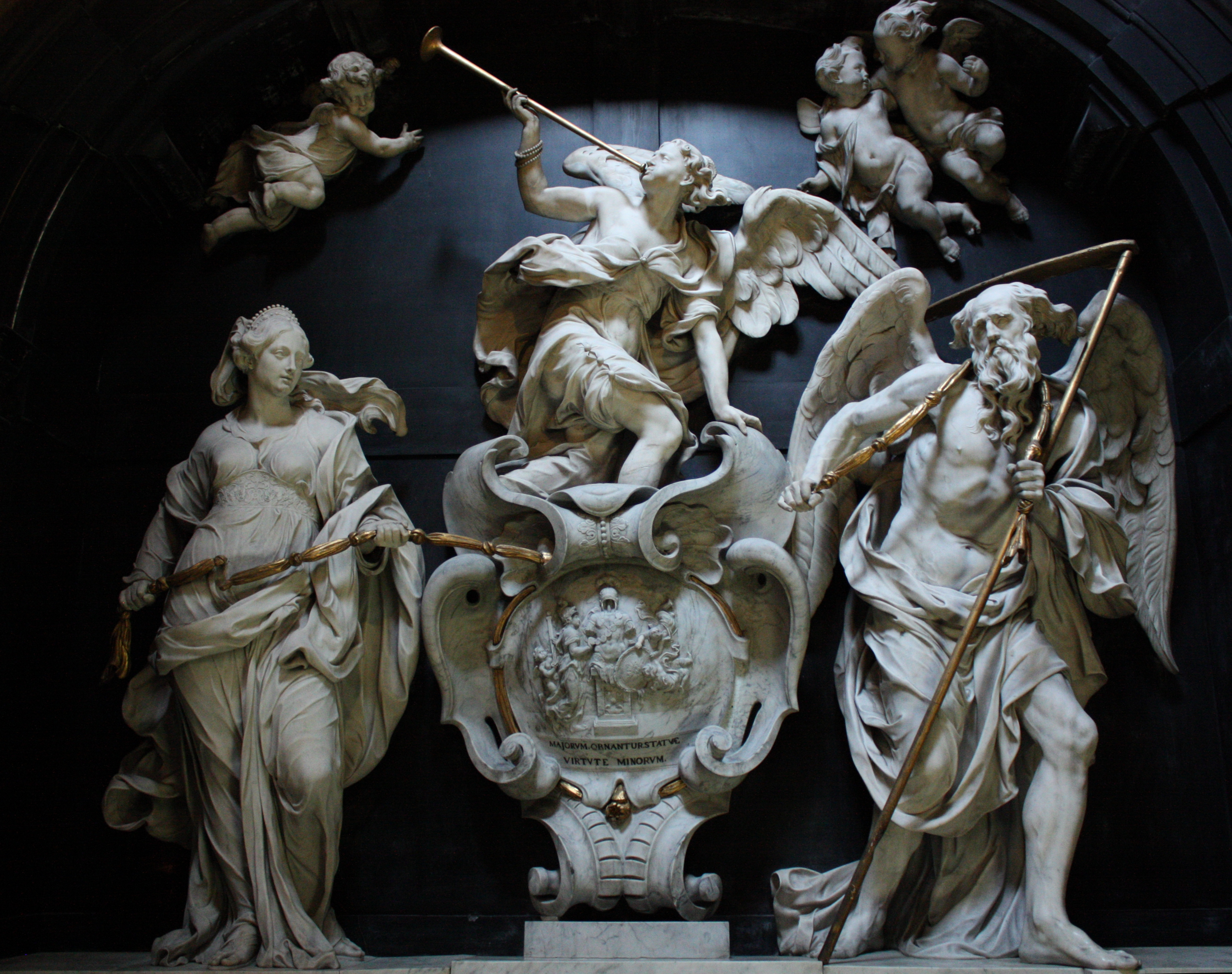
Ск. Жером Дюкенуа молодший. Барокова група, ц-ва Нотр-Дам дю Саблон, Брюссель

1714 року землі Бельгії відійшли до Австрійської імперії. Почався етап компромісного поєднання впливів територіально близької Франції і Австрії з могутніми національними традиціями 17 століття. Назва «фламандське мистецто» — неточна і неповна, бо є розбіжності в мові і культурі фламанців і валлонців, найбільших національних спільнот країни. Країна оголосила незалежність за результатами так званої Брабантської революції 1789–1790 рр. Але країну наново підкорили вояки Наполеона Бонапарта, який авантюрно кроїв мапу Європи в намаганні створити нову Французьку імперію. Лише революція 1830 року надала уряду можливість відновити державність і створити незалежну Бельгію. Бельгійська архітектура пройшла таким чином значний історичний шлях і пишається визначними досягненнями, архітекторами і пам'ятками, зокрема готики, ренесансу, бароко, еклектики, сецесії і постмодерну.

## Архітектура фламандського бароко

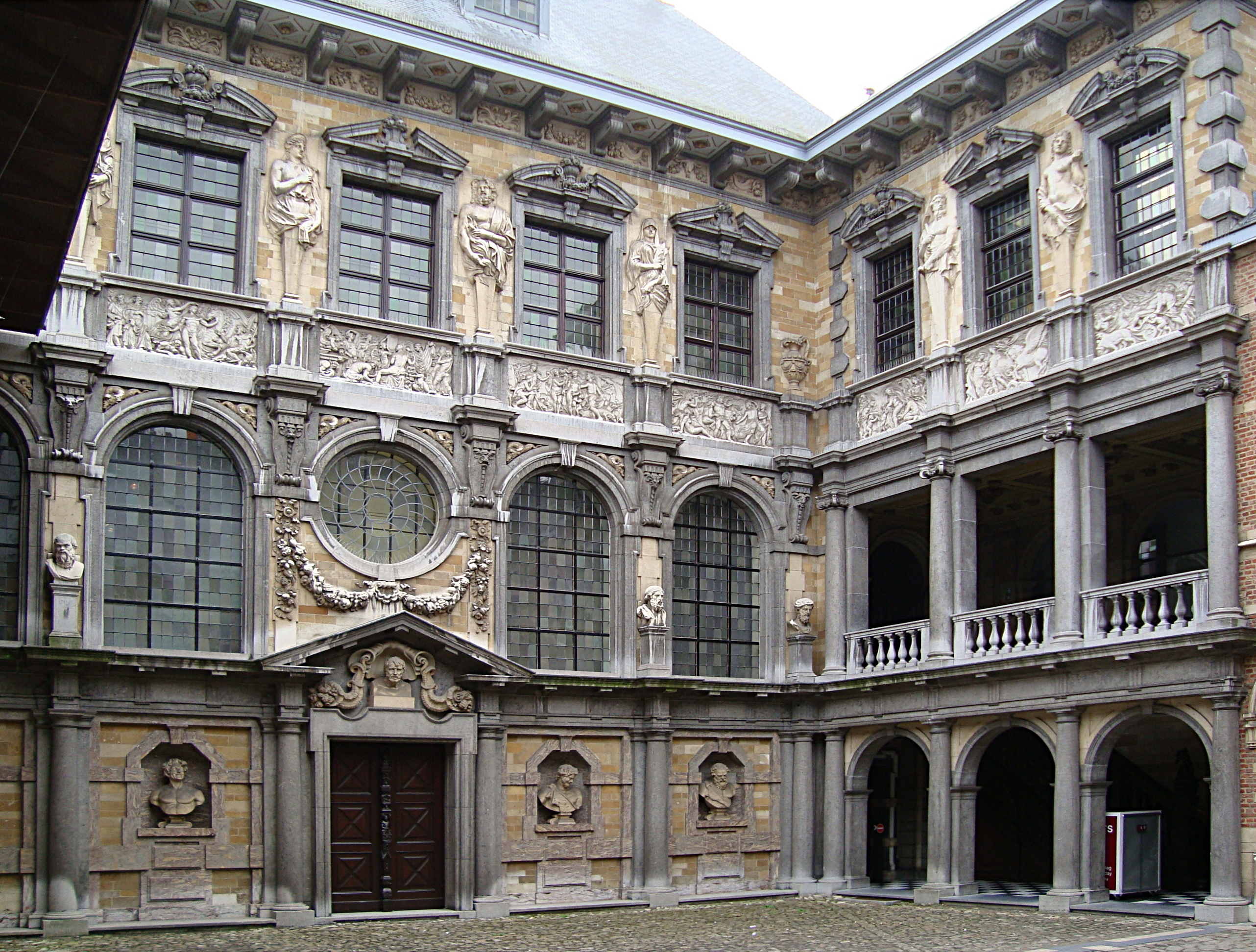
Будинок Рубенса в Антвенрпені, власні добудови в стилі бароко

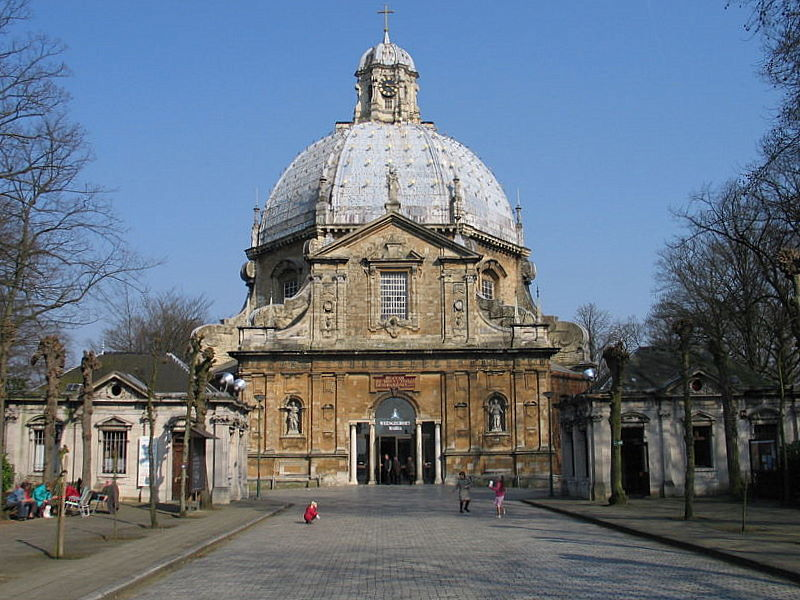
Арх. Венцеслав Кобергер, базиліка Богородиці в Монтегю, Бельгія

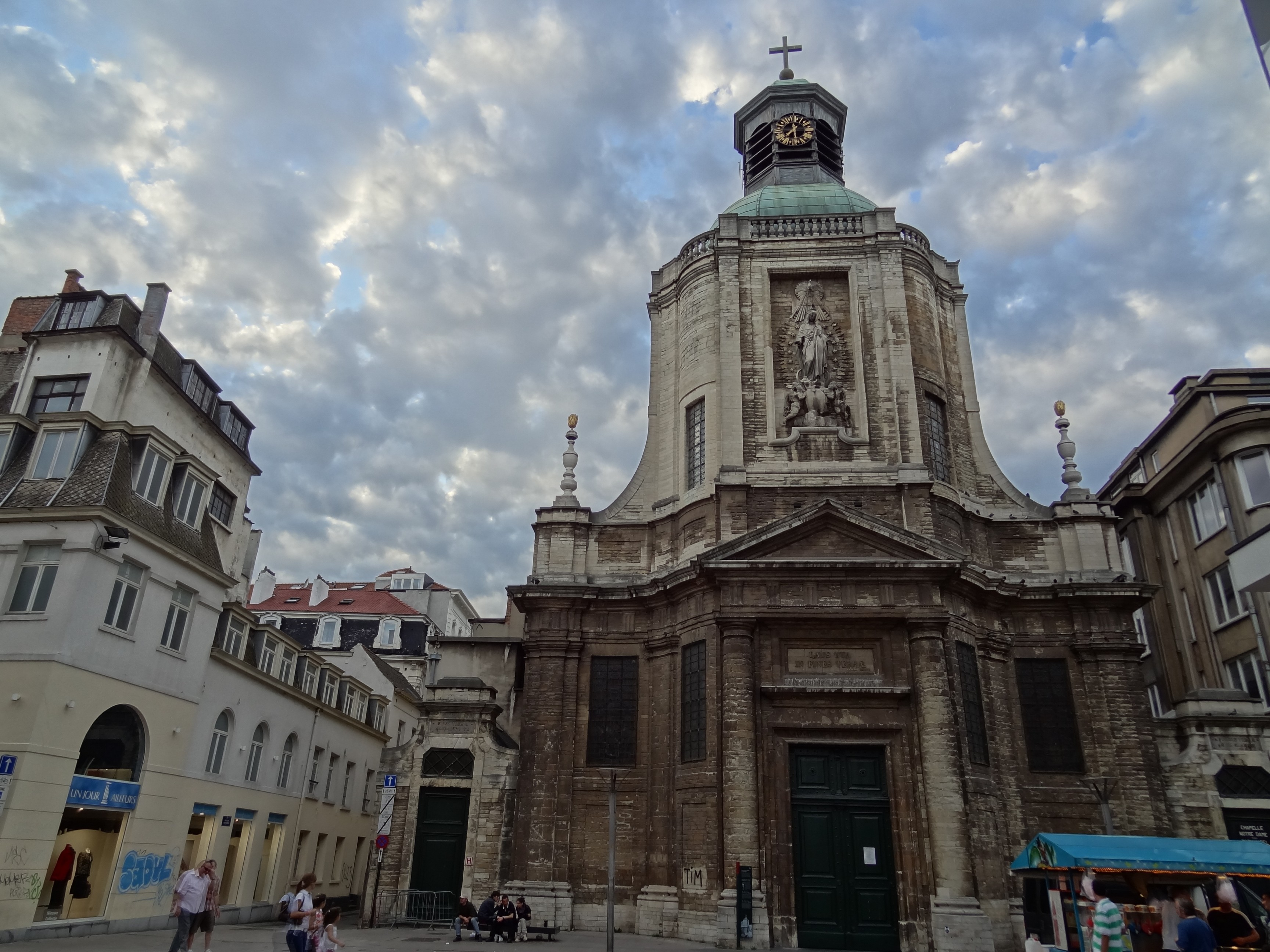
Церква Онзе-Ліве-Вров ван Фіністер, Брюссель

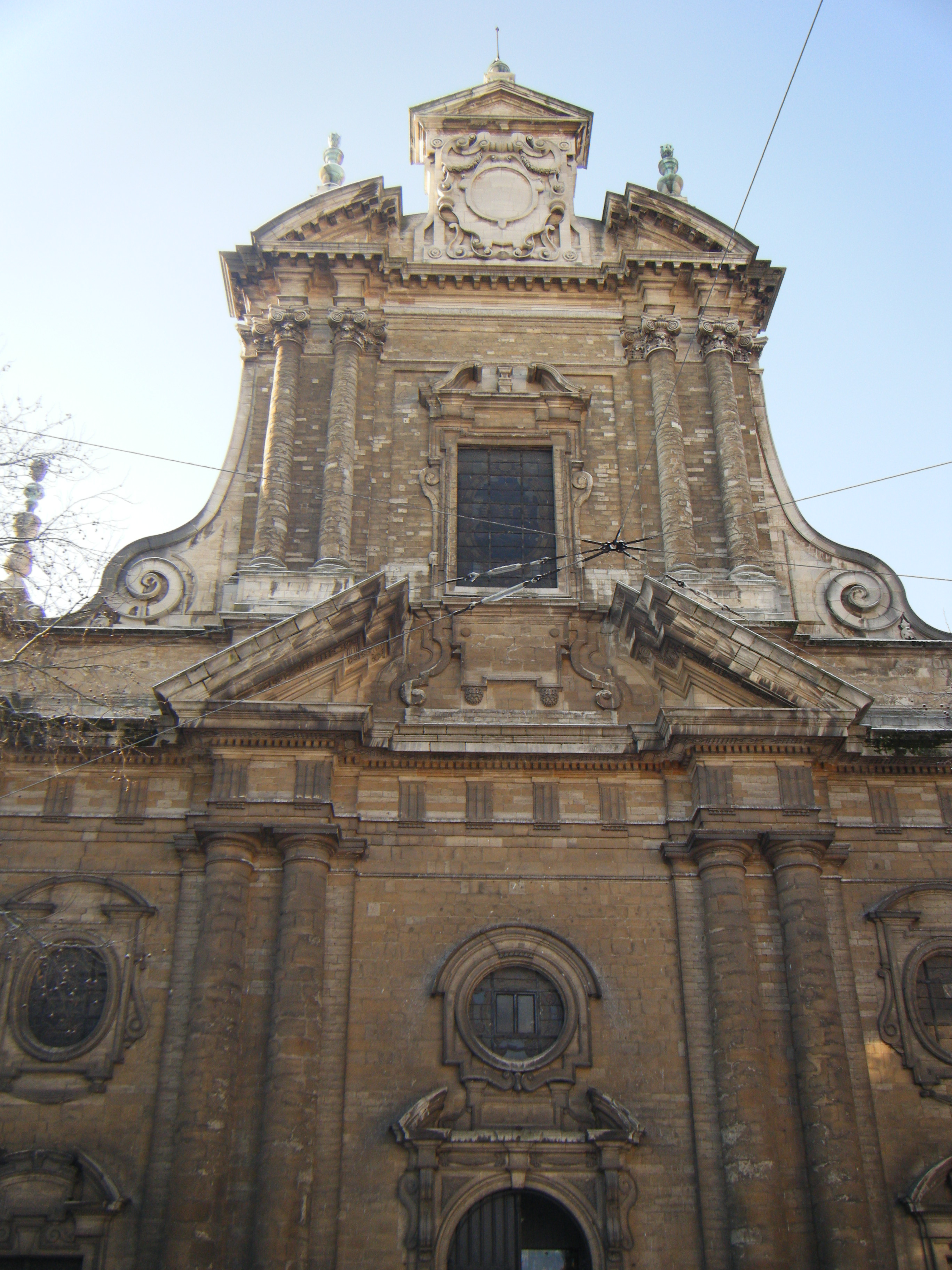
Церква святої Трійці, Брюссель

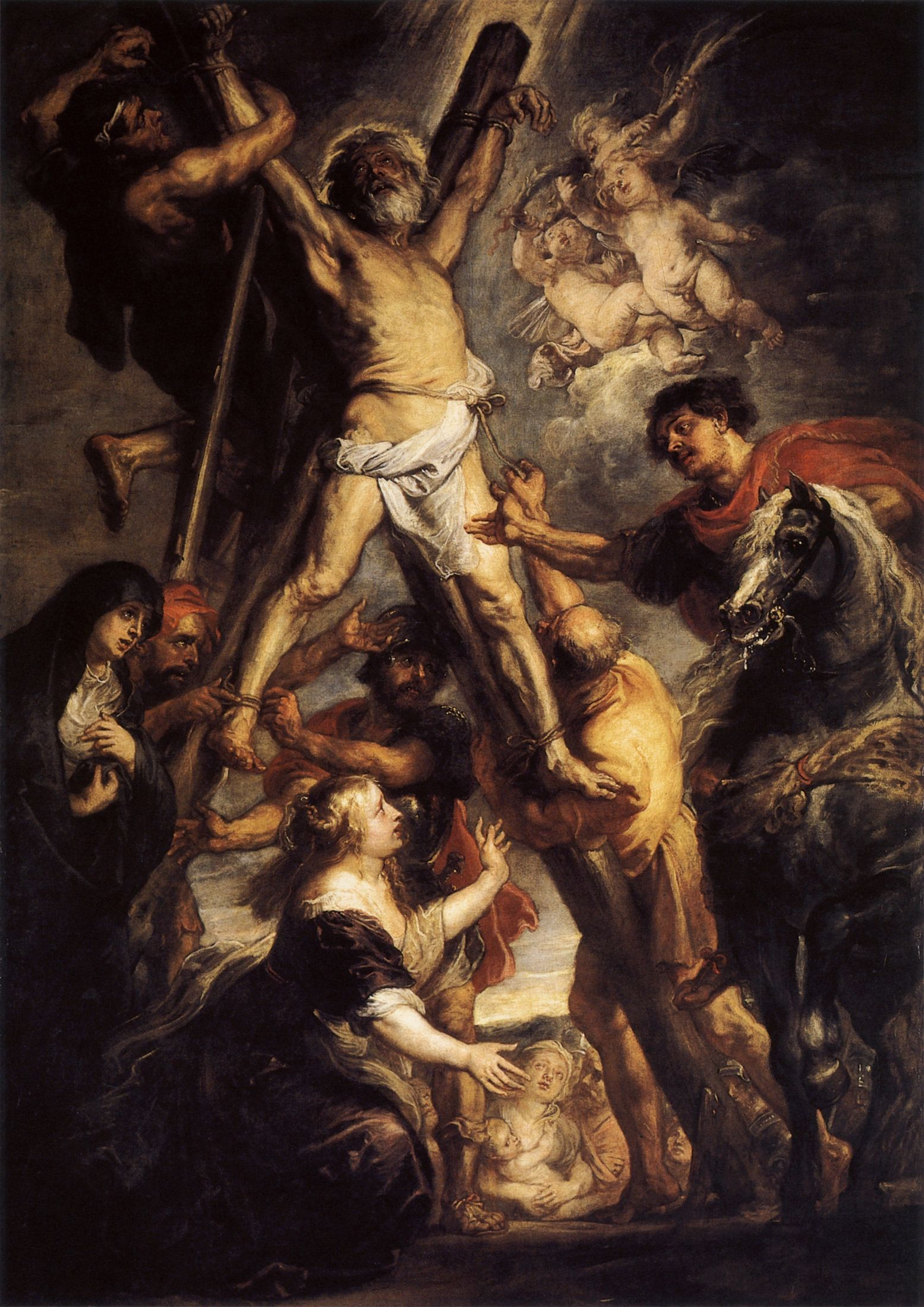
П.. Рубенс. «Мучеництво апостола Андрія Першозваного», 1638 р.

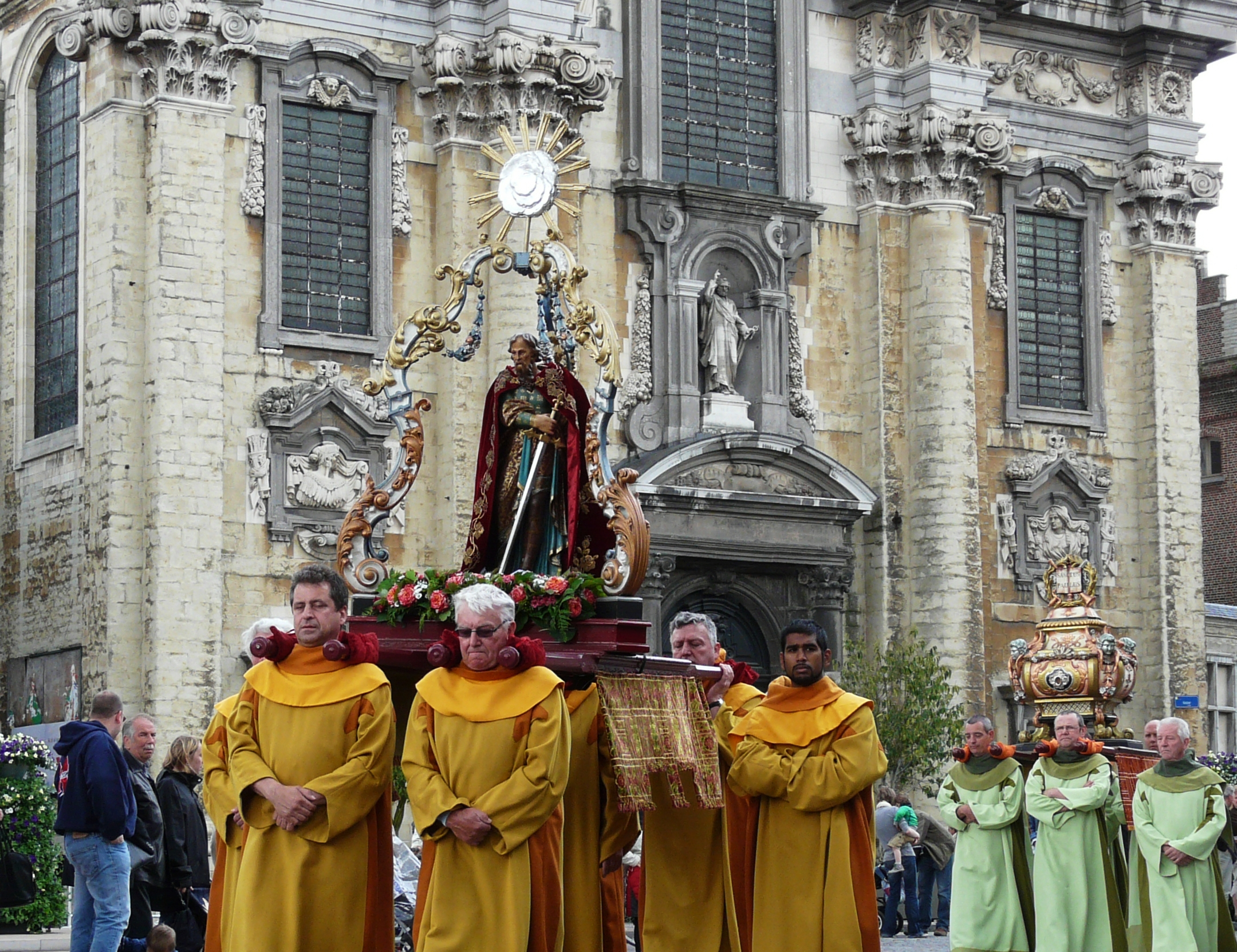
Хресна хода в місті Мехелен.

Архітектура Бельгії бере початок у нідерландському середньорічному мистецтві. Найранішими пам'ятниками архітектури Бельгі є готичні собори в Брюсселі (12—15 ст.), Антверпені (1352—1518), Брюгге (1239—97), Мехелені. Архітектура Відродження представлена багатьма житловими й адміністративними спорудами, зокрема ратушею в Антверпені (1561—65, арх. К. Флоріса). В кінці 16 століття створюється так звана фламандська школа, що існувала до кінця 18 ст. Своєрідна архітектура Бельгії того періоду поєднала в собі пластику бароко і давно вироблені форми національної готики (будинок гільдій в Брюсселі, архітектор Г. де-Брьойна, будинок Рубенса в Антверпені, сакральні споруди архітекторів В. Кобергера, Ж. Франкара, П. Хейєнса, В. Хесіуса і Л. Фрайхербе).
Фламандське бароко в архітектурі мало значні впливи єзуїтів, які часто ініціювали створення барокових сакральних споруд чи самі виступали архітекторами. Поширення отримали тринавні базиліки з тричастинним фасадом. Будували монастирі і шпиталі, бегінажи (приміщення для жіночих релігійних товариств), ломбарди, іноді — заміські палаци. Особливо розкішно розробляли фасади, використовуючи увесь репертуар архітектурного декору — пілястри і колони, розкреповані карнизи, трикутні і лучкові фронтони, рельєфи, волюти, вази, канделябри. Пишний декор парадного фасаду переносили і на інтер'єри, які вражали синтезом мистецтв: архітектурного декору, скульптури і живопису, останній переживав новий розквіт після 16 століття. Готичний каркас сакральних споруд був вдало інтерпретований архітекторами бароко, перетворившись на урочисті, повнокровні композиції, схильні до папетики і перебільшень. Це були справжні апофеози синтезу мистецтв. Навіть використання (нібито стриманого) класичного ордеру не заважало вкривати стіни і вівтарі кольоровим мармуром, золоченням, висіченими чи різьбленими орнаментами в супроводі динамічних композицій картин. Розкішно вбрана церква чи собор з'явилися майже в кожному великому місті, серед яких -
- церква єзуїтів, Антверпен
- церква Сен-Жан-Батіст-о-Бегінаж (Івана Хрестителя, Брюссель, 1657—1676)
- церква Сінт-Каролюс-Борромеускерк (Антревпен, 1577—1637)
- церква Сінт-Міхілскерк (Льовен, 1601—1690)
- церква Онзе-ліве-Фрау-ван-Хвансвейк (Мехелен)
- базиліка Богородиці в Монтегю тощо.

В бароковому стилі виконували і каплиці аристократичних родин (каплиця родини Рубенсів в ц-ві Св. Якова, Антверпен, портал каплиці графа Тур е Тассіс в ц-ві Нотр-Дам-дю-Саблон, Брюссель.)

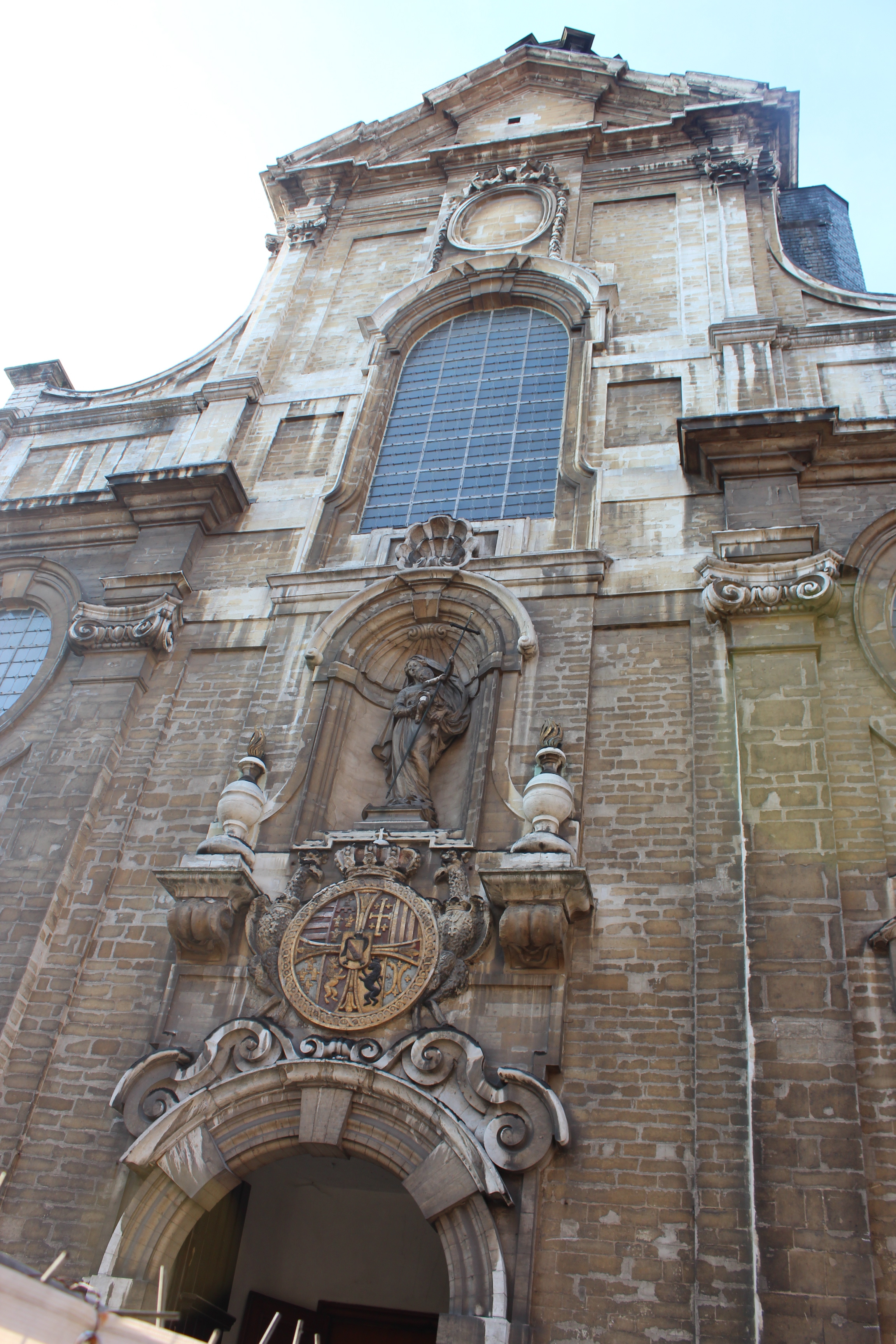
Церква Нотр-Дам дю Бон Секюрс, Брюссель
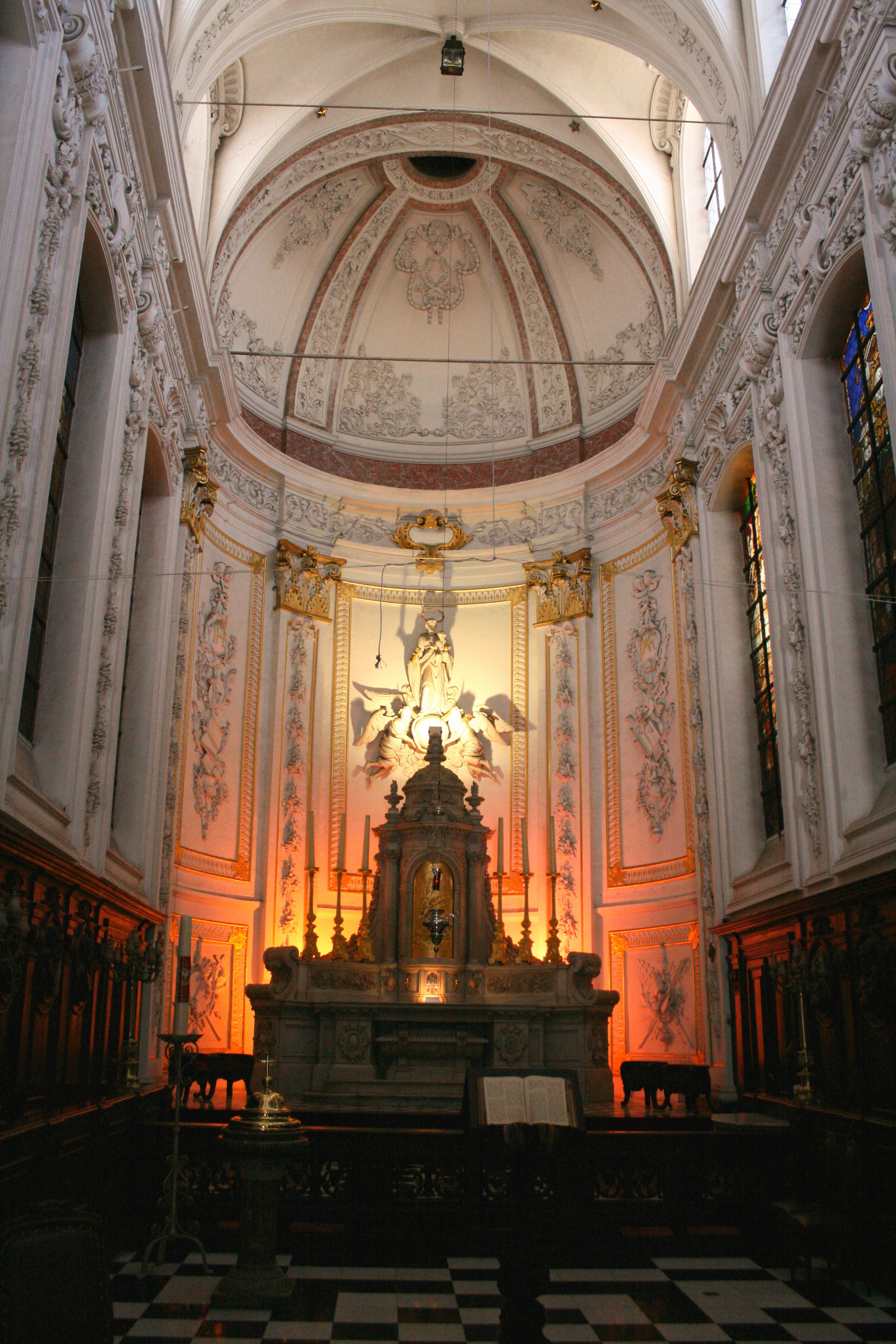
Церква Нотр-Дам дю Фіністер, Брюссель
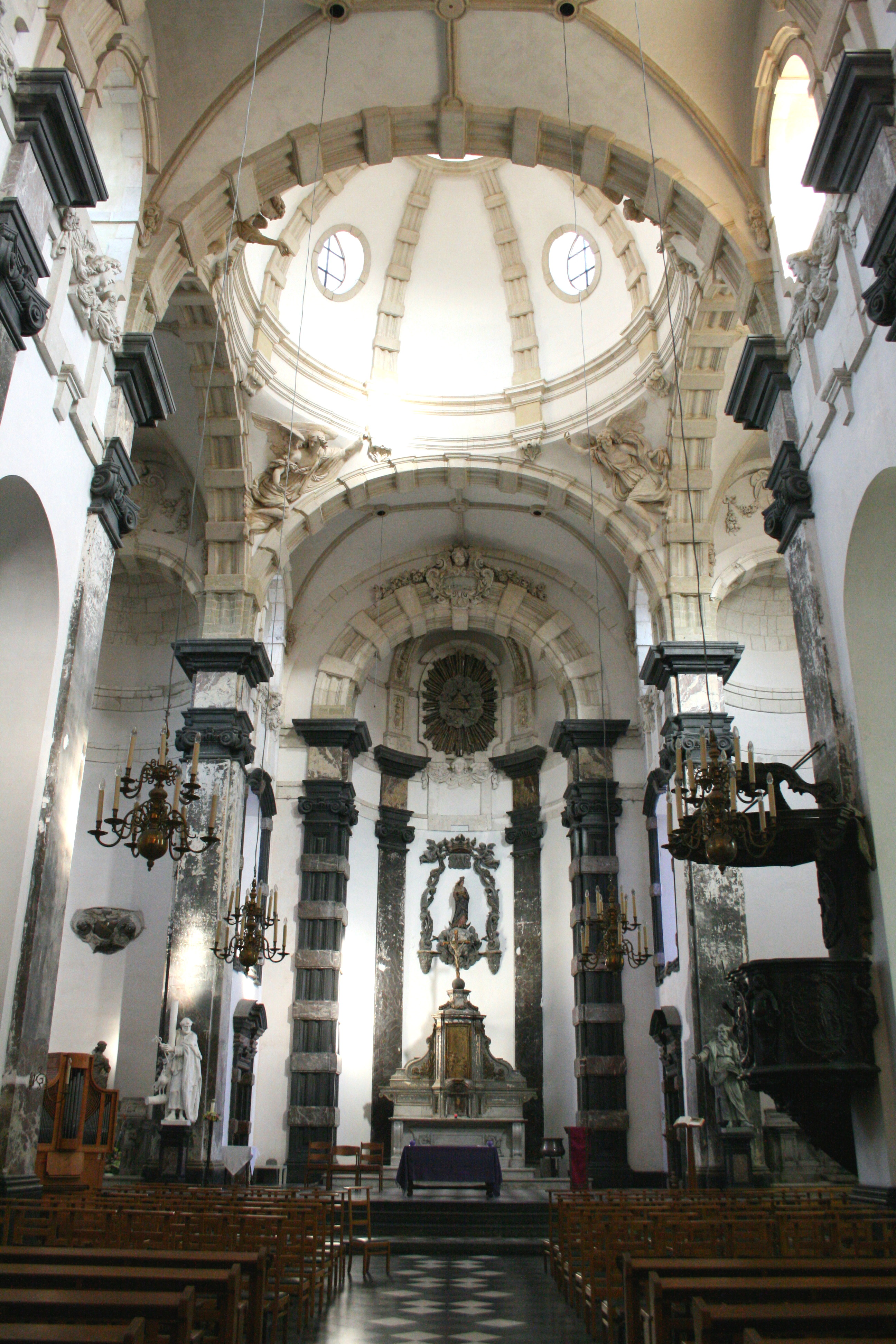
Церква Нотр-Дам кларисок, вівтар
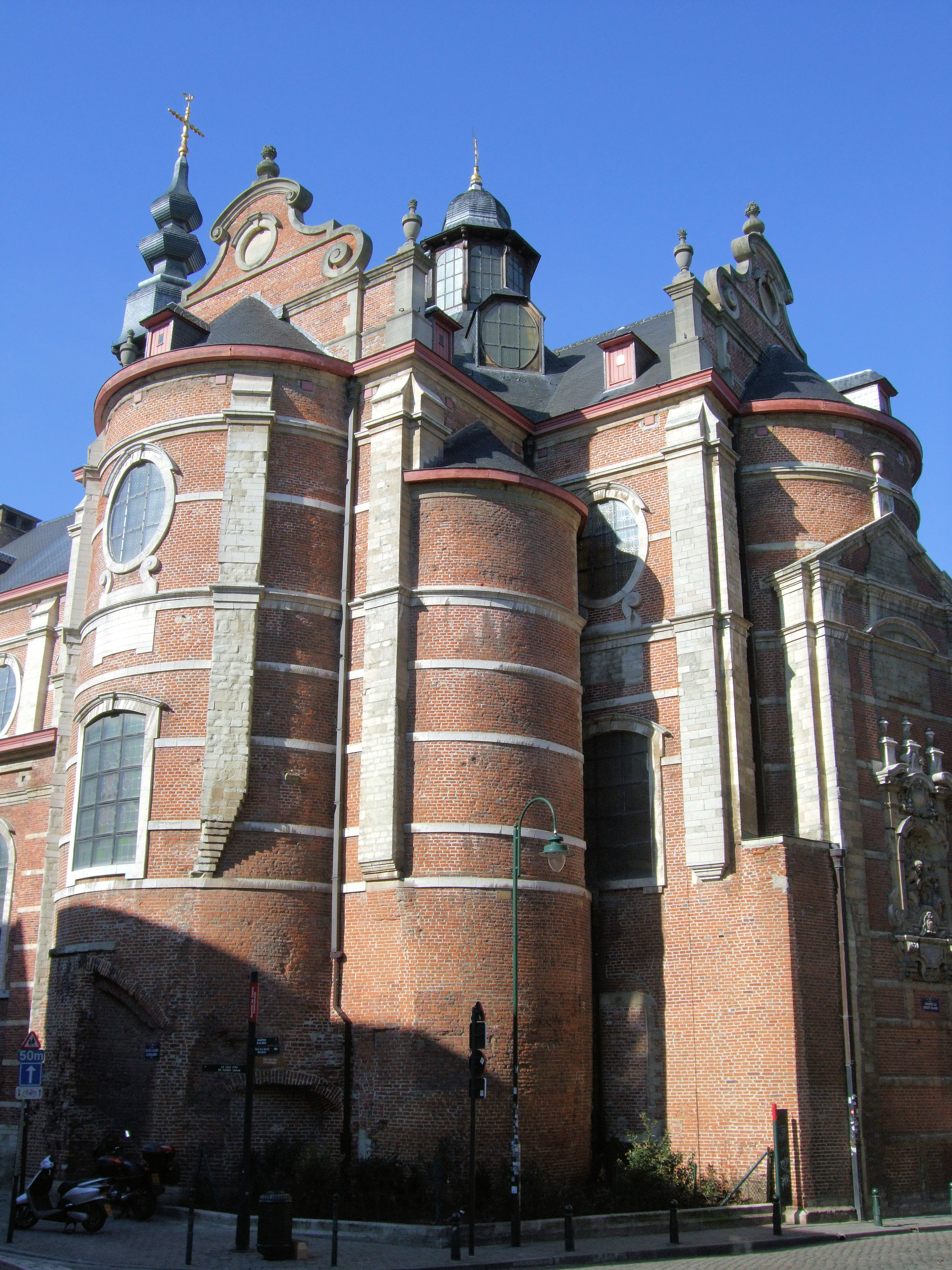
Церква Нотр-Дам кларисок, фасади

Якщо декор фасаду був дещо стриманий, сакральні споруди зберігали підвищену пластичність використанням хвилястих об'ємів, веж, куполів, іноді — ротонд.
Як і серед представників інших мистецьких шкіл або художніх течій, антверпенська школа має власних універсально обдарованих митців. Серед них — Пітер Кук ван Альст, що працював автором картонів до вітражів і аррасів-килимів, перекладач з французької книг про архітектуру, скульптор і художник релігійних картин. До складу антверпенської школи логічно зараховують художника і архітектора Корнеліса Флориса де Вріндта (1513/14 — 1575), що робив проекти ювелірних виробів і оздоби — орнаменти до надгробків, займався меморіальною скульптурою, працював архітектором на будівництві ратуші Антверпена та Ганзейського будинку в його портовій ділянці, знакових споруд свого часу. До антверпенської школи належить і художник, представник нідерландського маньєризму — Венцеслав Кобергер (1557—1634), який більше уславився як архітектор і в Італії, і у Фландрії, представник фламандського бароко в архітектурі.
Унікальною по значенню для фламандського мистецтва 17 століття була діяльність П. П. Рубенса. Напади хвороби і дипломатична діяльність часто дошкуляли митцю, спонукали залучати до виконання творів чисельних учнів і помічників. Це сприяло як поширенню настанов бароко в національному мистецтві, так і створенню колосальної кількості творів мистецтва, серед яких — * титульні листи до антверпенських видань друкаря Плантена
- вівтарні композиції
- портрети
- картони до аррасів
- вироби зі скла та шкіри
- парадна зброя
- меблі
- ювелірні вироби зі срібла
- скульптура з мармуру, бронзи, дерева, слонової кістки
- гравюри з картин Рубенса, які робили брати Больверт, Понтіус, Ворстерман.

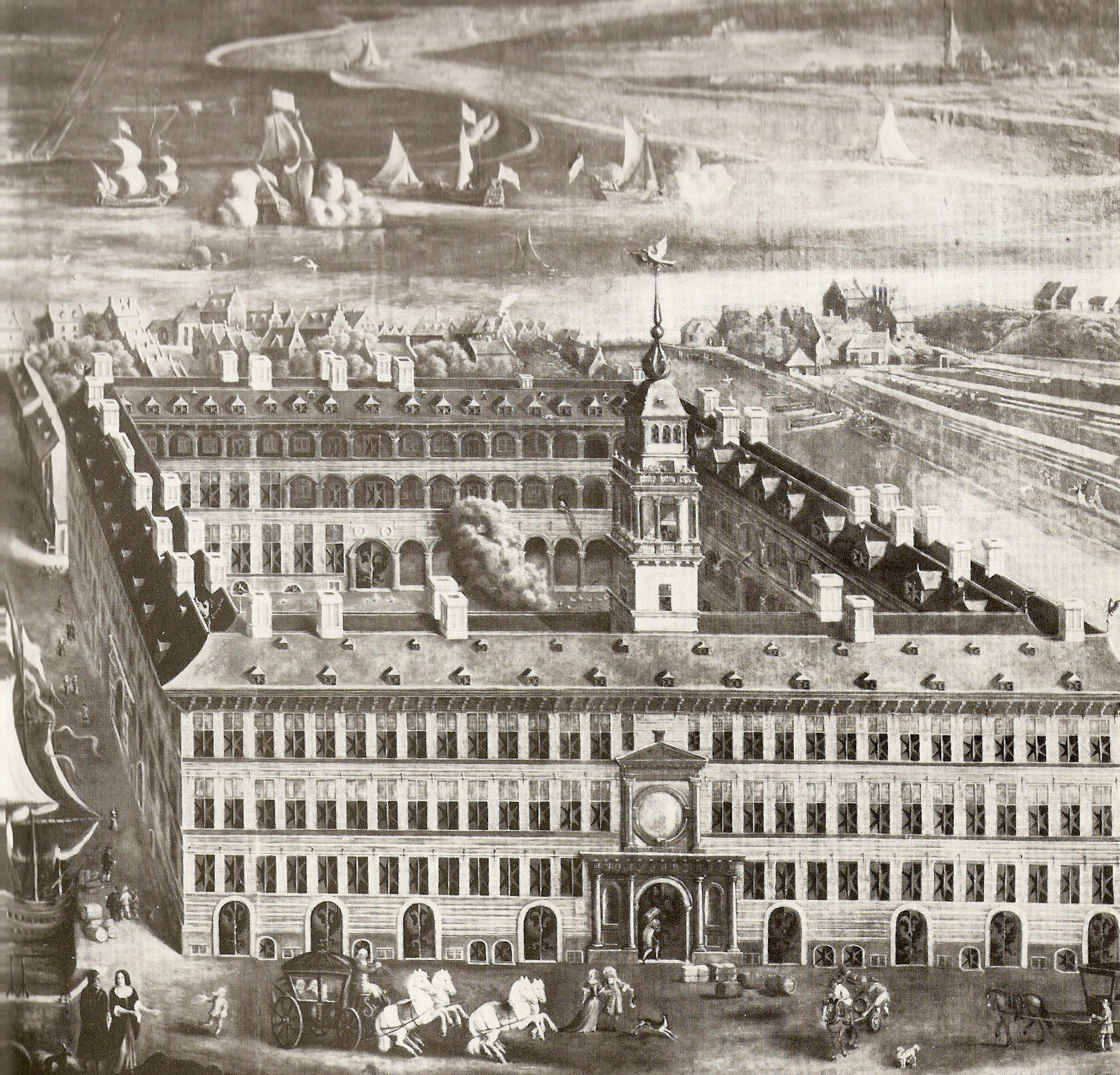
Ганзейський будинок в Антверпені, гравюра 1700 року. Зруйнований без відновлення.
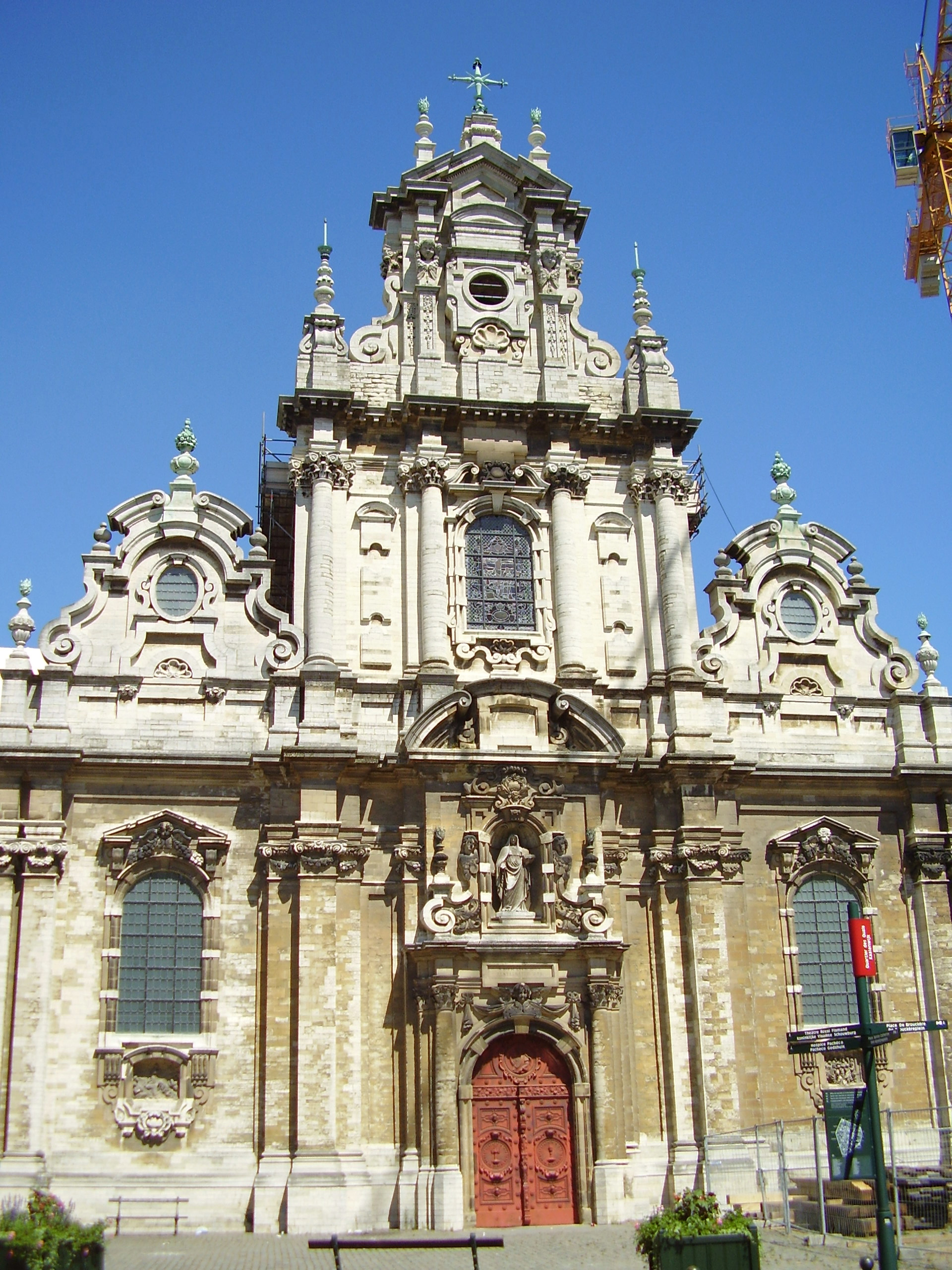
Барокова церква Івана Хрестителя, Брюссель
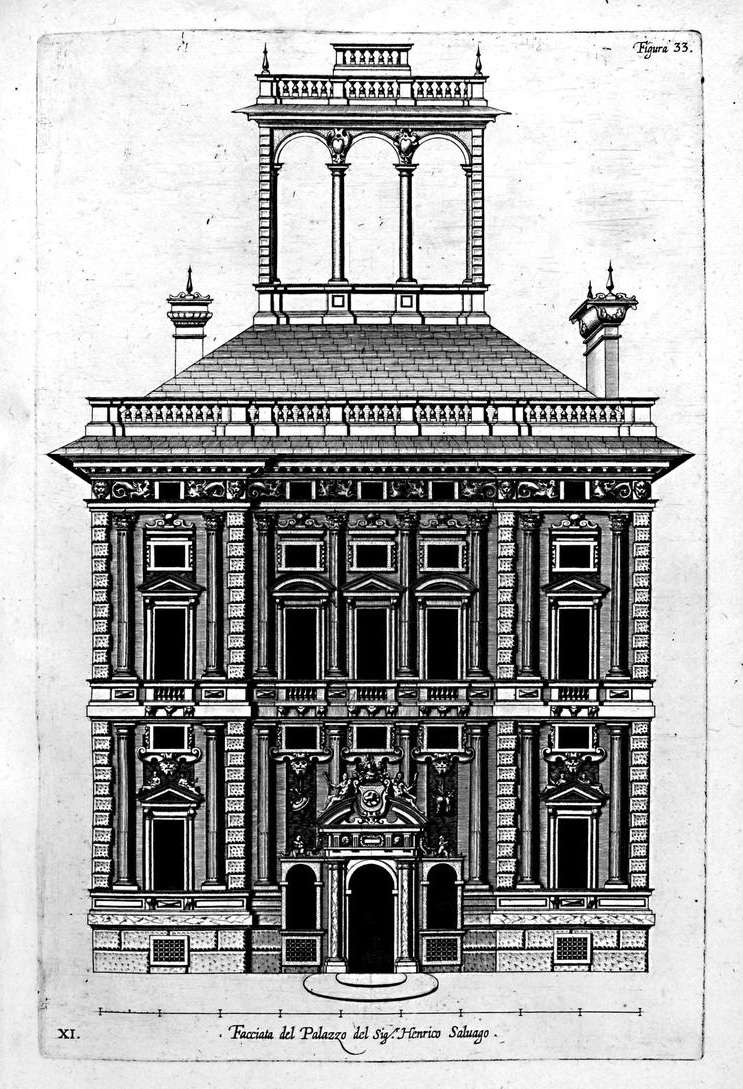
П.П.Рубенс. Проект фасаду з видання «Палаци Генуї»
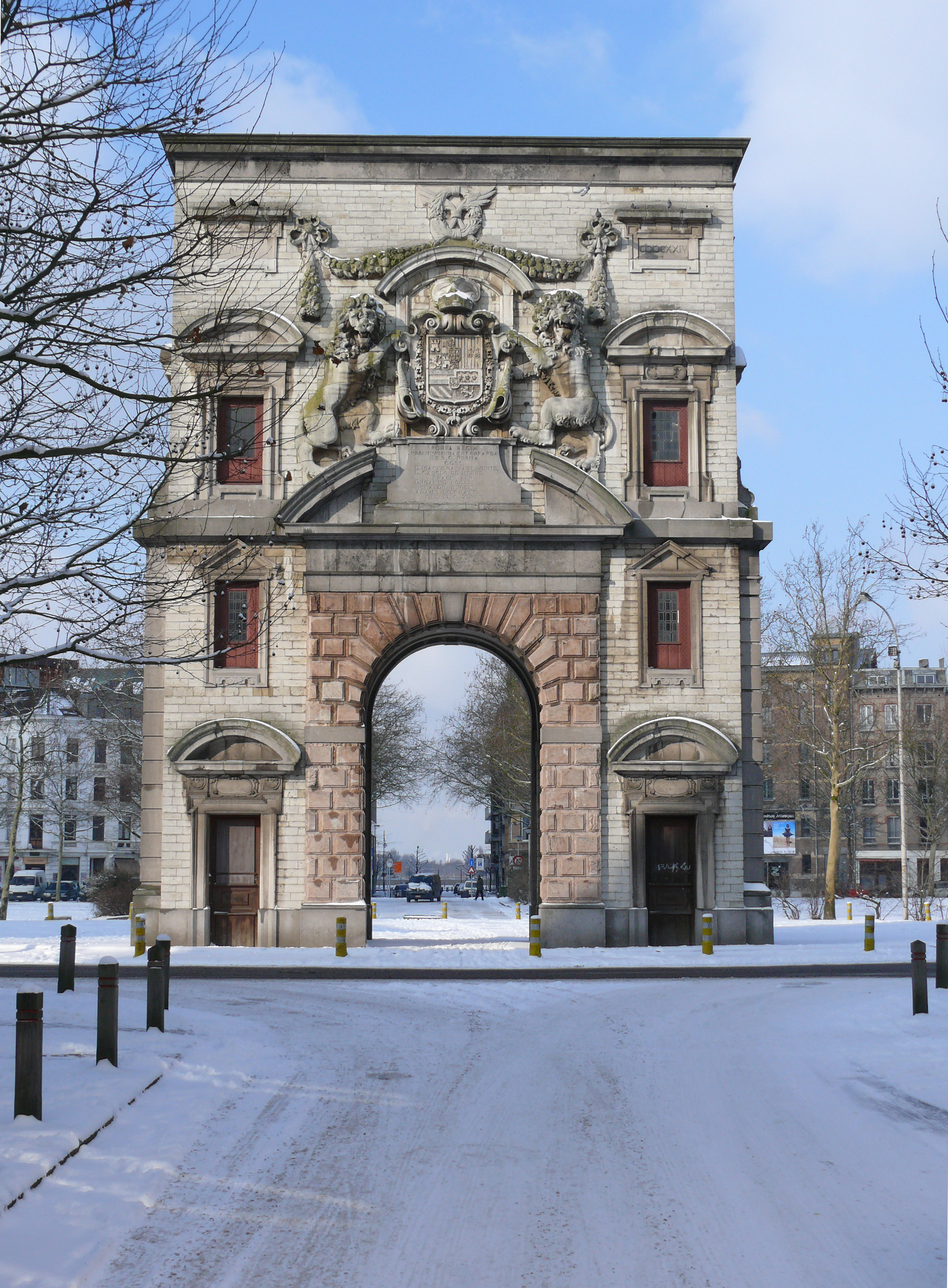
П.П.Рубенс.Парадна брама Waterpoort, Антверпен.

## Тимчасові тріумфальні споруди

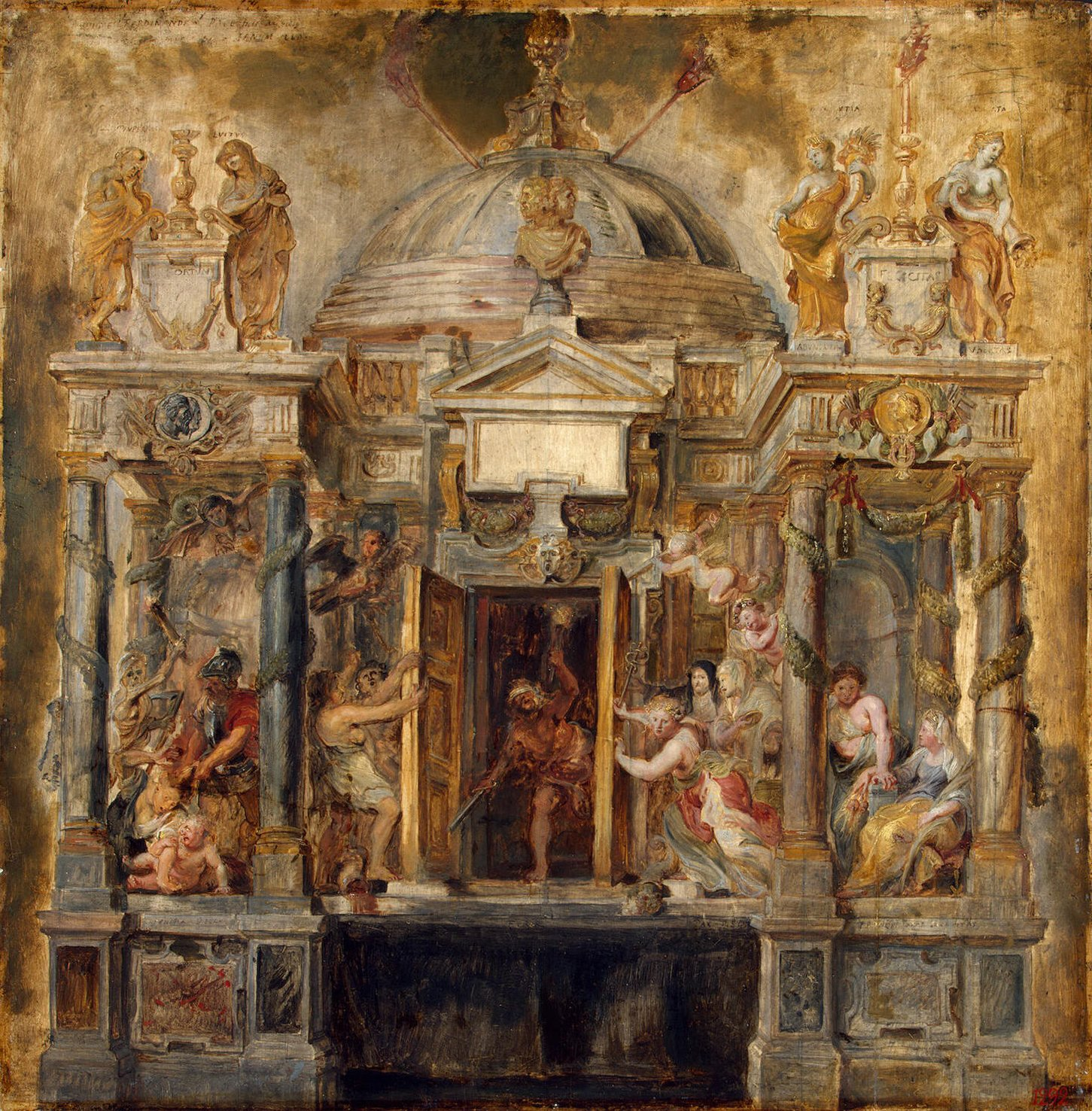
П. П. Рубенс. «Храм Януса». Двері бога війни зачиняють алегорії миру і мистецтв.

Специфічною ділянкою архітектури 17 ст. залишались тимчасові споруди з нагоди зустрічей іспанських віце-королів, іспанських перемог чи свят. Їх робили у вигляді тріумфальних воріт, брам, невеликих храмів, прикрашених рельєфами, картинами, написами, прапорами, гірляндами. Тимчасові тріумфальні споруди ставали виявами політичної підтримки іспанських володарів заради виживання в скрутних умовах іспанського гноблення, але сприймалися як державне завдання. До їх створення залучали найкращих архітекторів, скульпторів-декораторів і художників. В роки перебування в Антверпені Рубенса, останній очолював бригади митців по побудові тріумфальних споруд, власноруч розробляв численні ескізи і проекти до них. По закінченню свят їх безжально розбирали і знищували. Свідоцтвами їх існування і вигляду ставали лише ескізи і гравюри.
Барокова архітектура з національним забарвленням також ще один «персонаж» багатьох картин художника алегоричного спрямування, що не пов'язана з конкретними тріумфальними спорудами.

## Будинки гільдій і пересічна забудова

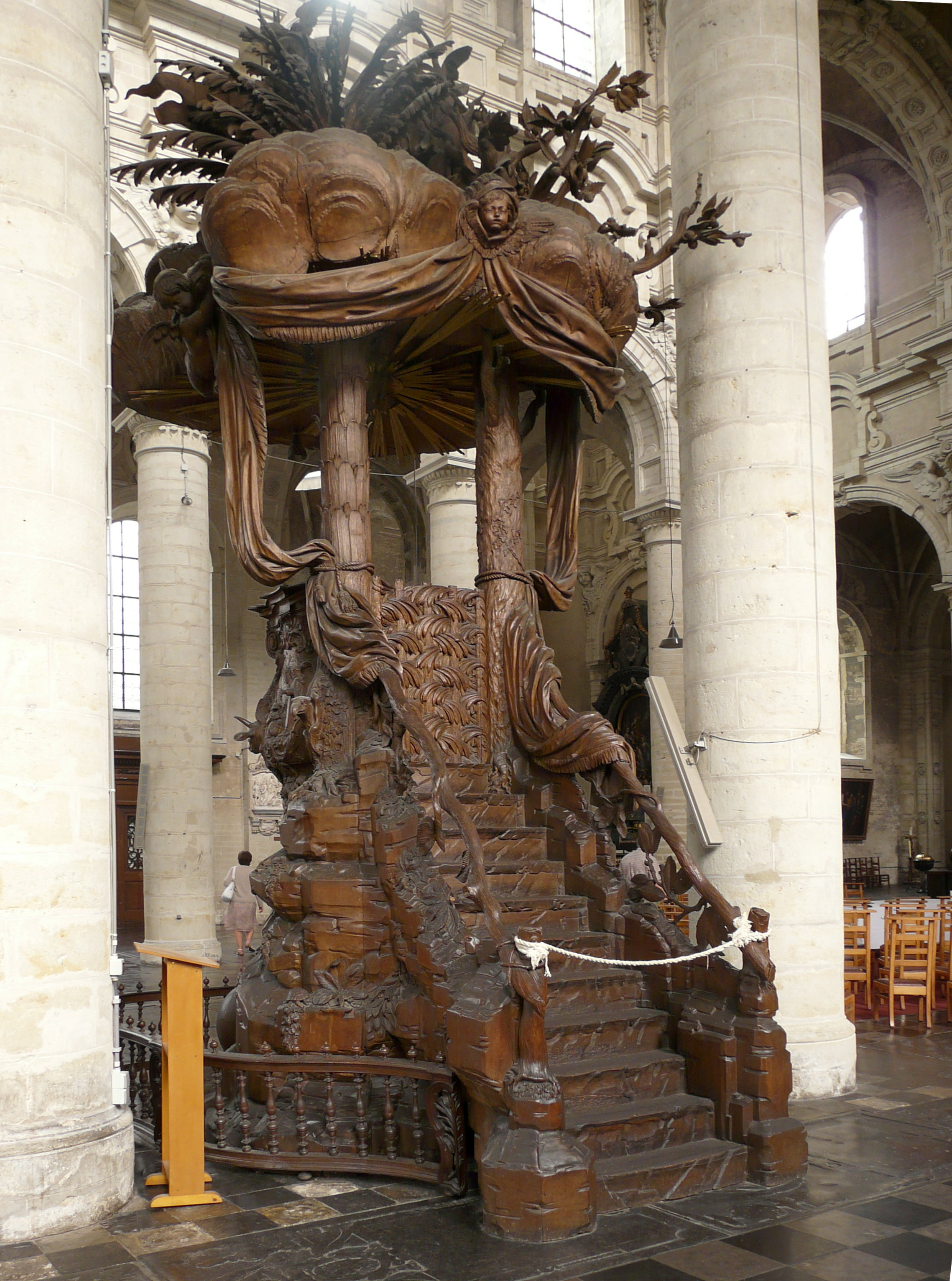
Катедра, дерев'яна різьба. Церква Івана Хрестителя і бегінаж, Брюссель.

Стилістика бароко мало використана в пересічній забудові, хоча і вплинула на декор фасадів, особливо будинків гільдій. Міський будинок з вузьким, але високим фасадом мав три — п'ять вікон, декілька поверхів, але отримав зручніше внутрішнє розпланування. Перший поверх — великий вестибюль зі сходами наверх. Але волю дали в розмаїтті фігурних фронтонів, орнаментів і ліплених деталей, більш дешевих за мармурову скульптуру. Розпланування майже всіх міст довго зберігало ще середньовічний характер, в деяких містах не розбавлений навіть в 19-20 століттях (Брюгге, Гент, Мехелен). Сільська забудова контрастувала надзвичайною примітивністю, спрощеністю, практично повною відмовою від декору, дивовижною при потягу декоративно-ужиткового мистецтва доби до пишноти, рослинних візерунків, складних архітектурних орнаментів в катедрах, споведальнях, церковних лавах, численних барокових надгробках, в уславлених аррасах Фландрії навіть з провінційних Ауденарде, Гента, Льежа чи столичних Антверпена і Брюсселя.
Лише на зламі 17-18 століть церковне будівництво припиняється, національна традиція слабшає під могутнім тиском модних зразків Франції і, частково, Італії.

## Французькі й австрійські впливи 18 ст

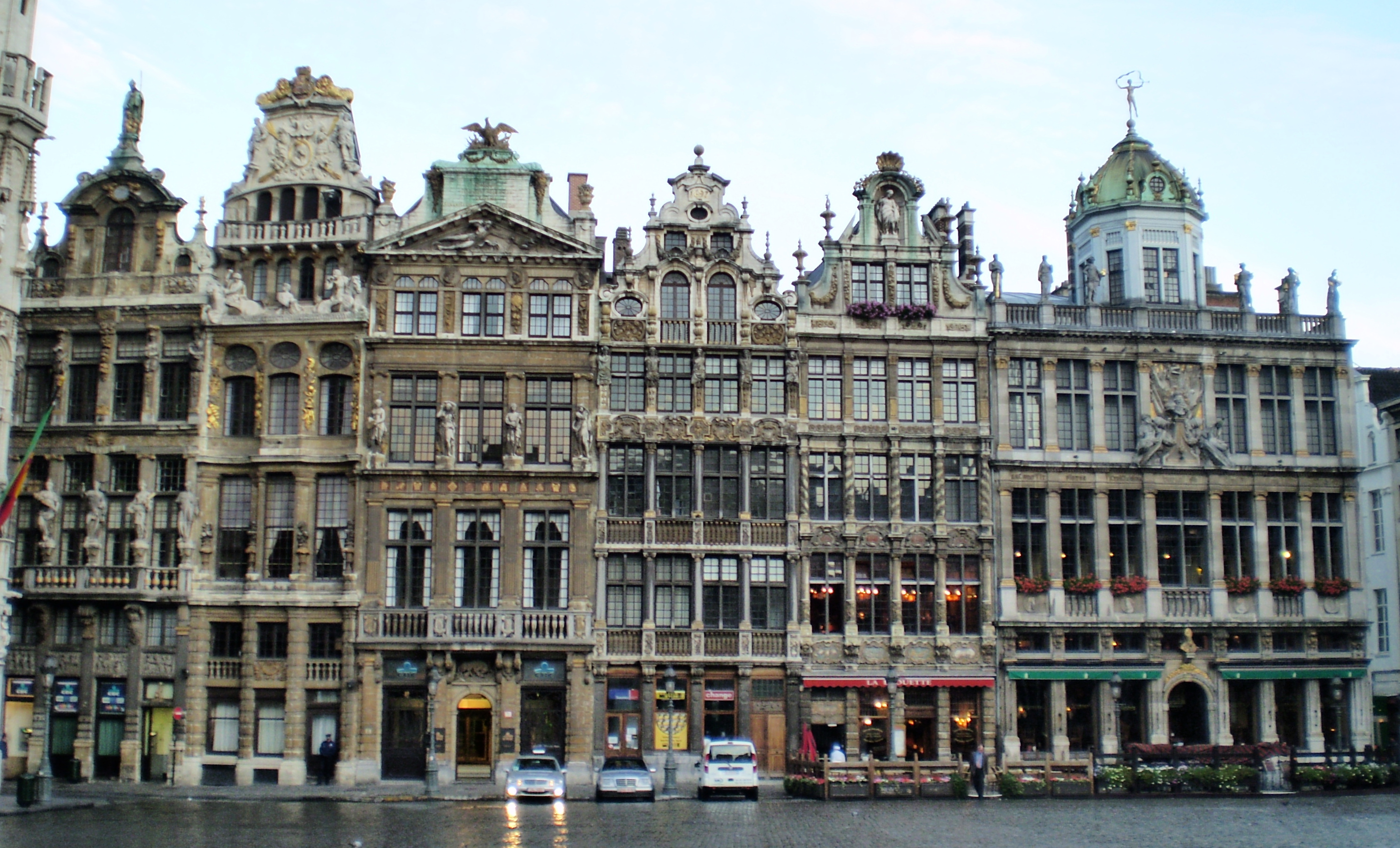
Брюссель, гільдійські будинки, початок 18 ст.

В другій половині 17 ст. армія Людовика XIV зробила спробу випередити інші держави Європи в могутності. Французькі вояки захопили Ено та Західну Фландрію. Не пощастило і Брюсселю. 1695 року брюссельський Гранд-плас три дні трощили гарматами, перетворивши на суцільні руїни. За Рейсвейкською мирною угодою від 1697 року французів зобов'язали покинути бельгійські провінції. В роки Війни за іспанський спадок (1701–1714) влада в Південних Нідерландах перейшла до австрійських Габсбургів. Гранд-плас і колишню площу Сен-Мішель відбудовують, але з урахуванням зразків архітектури Франції. Це — симетрія, руст першого поверху, пілястри, черга вікон, центр споруд підкреслено або пишним порталом, або простим портиком. Бароковий декор заміняють аскетичним, запозиченим з класицизму (Арх. Я. Баурсхейдт, Королівський палац в Антверпені, 1743—1745 рр., арх. К. Фіско, забудова площі Сен-Мішель в Брюсселі, 1772—1775 рр., нині Пляс-де-мартір.).

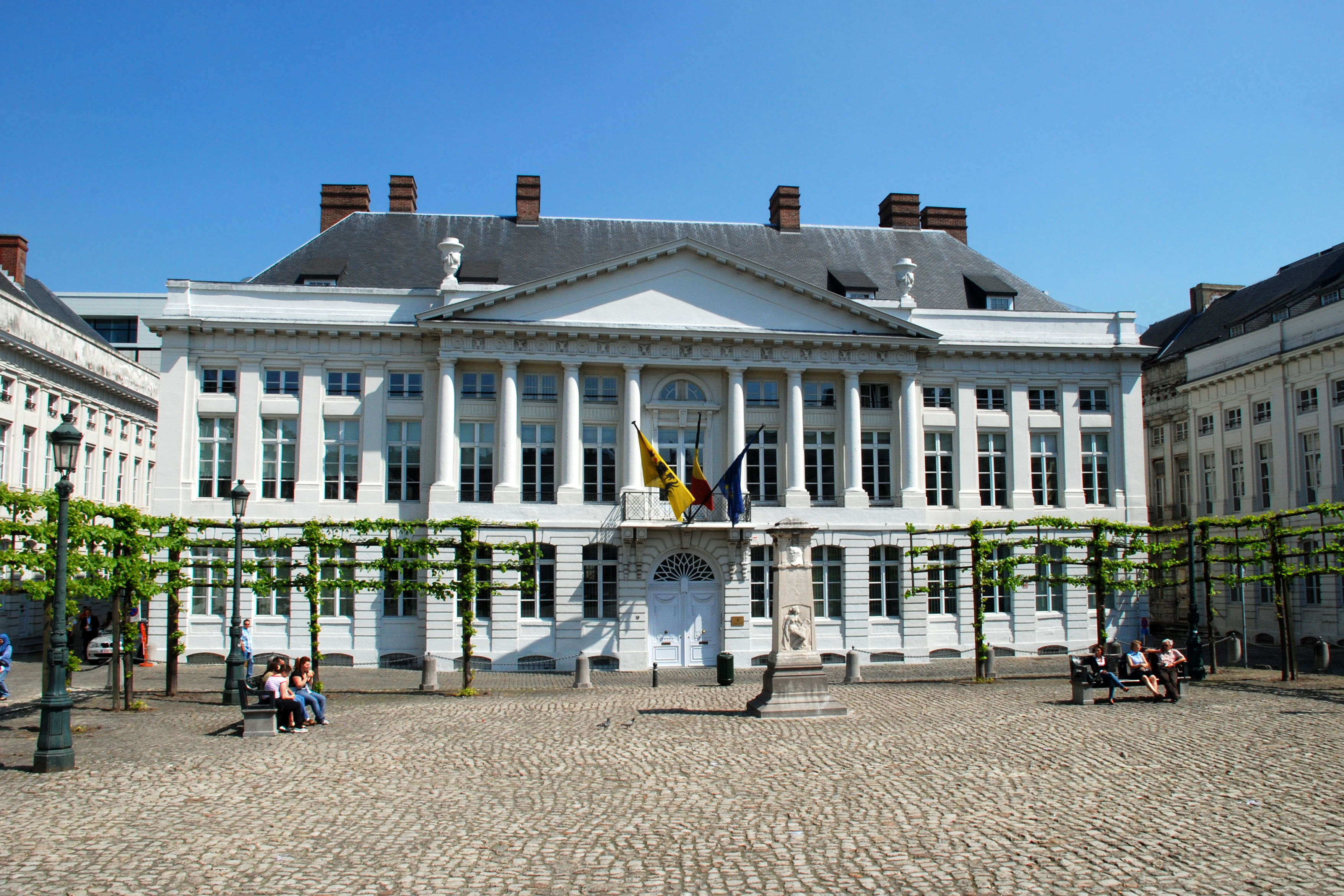
Забудова площі Сен-Мішель в Брюсселі, 1772 - 1775 рр., нині Пляс-де-мартір.
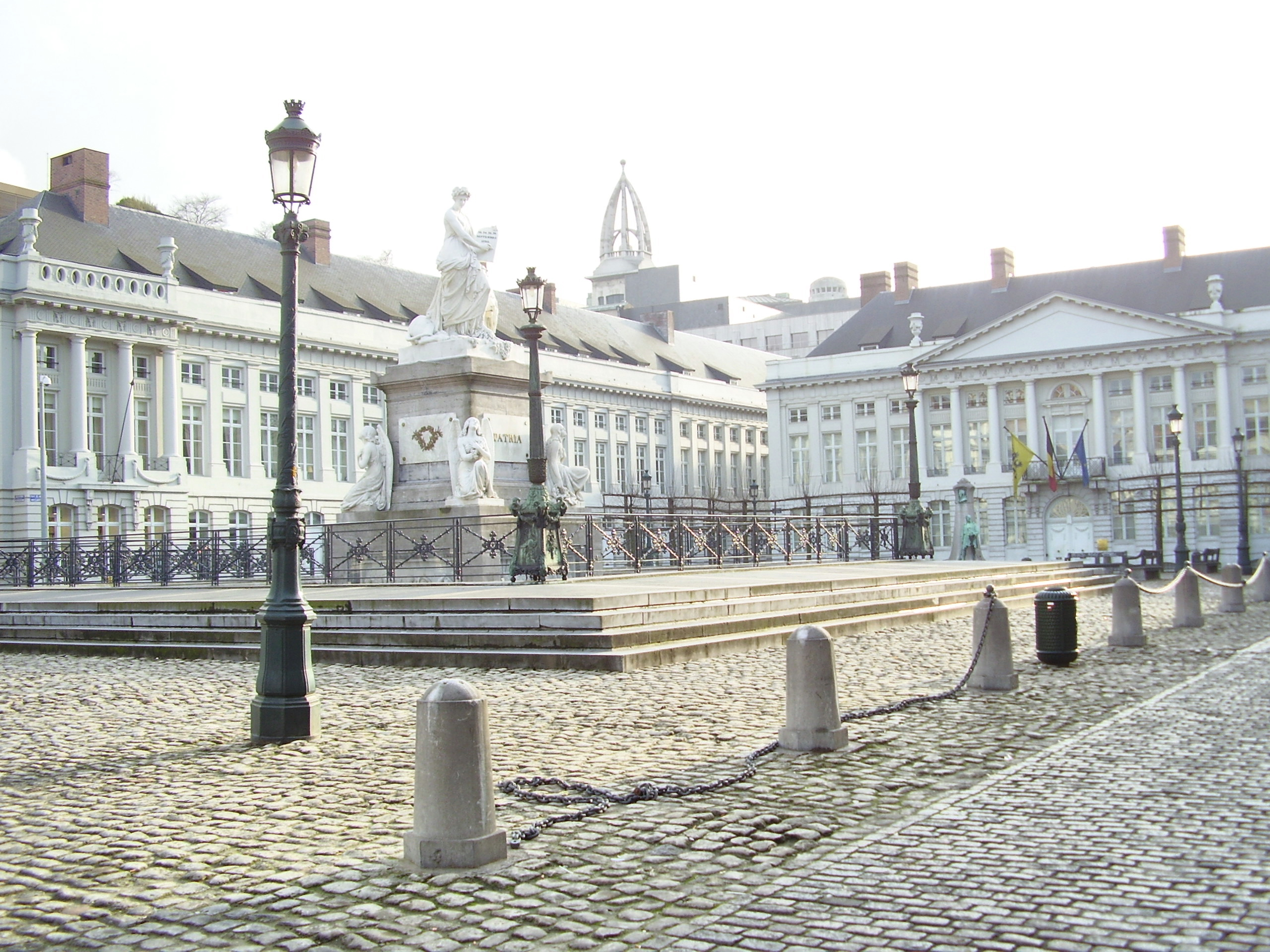
Брюссельська Пляс-де-мартір

## Архітектура ХІХ ст

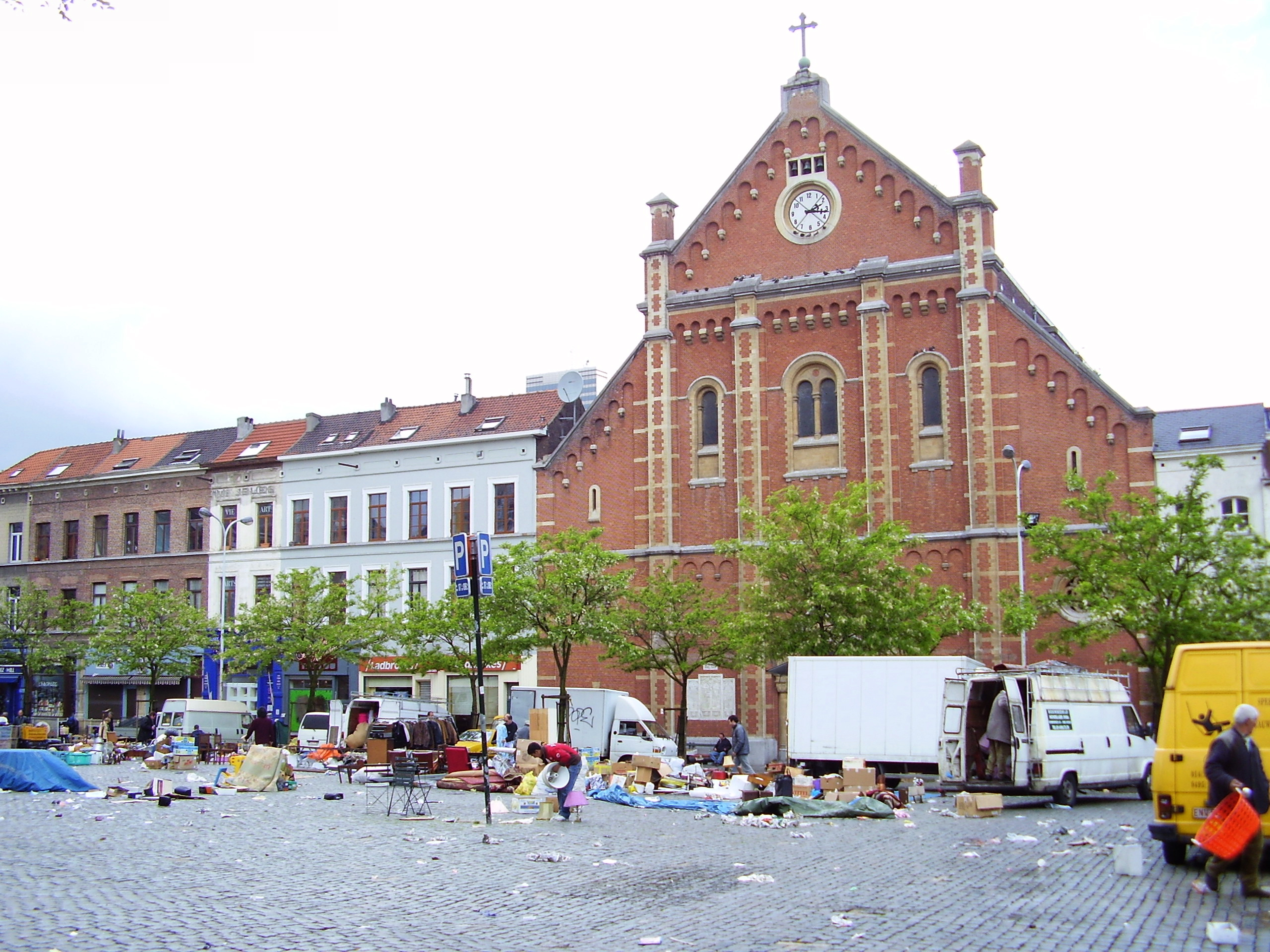
Церква Jeu de Balle
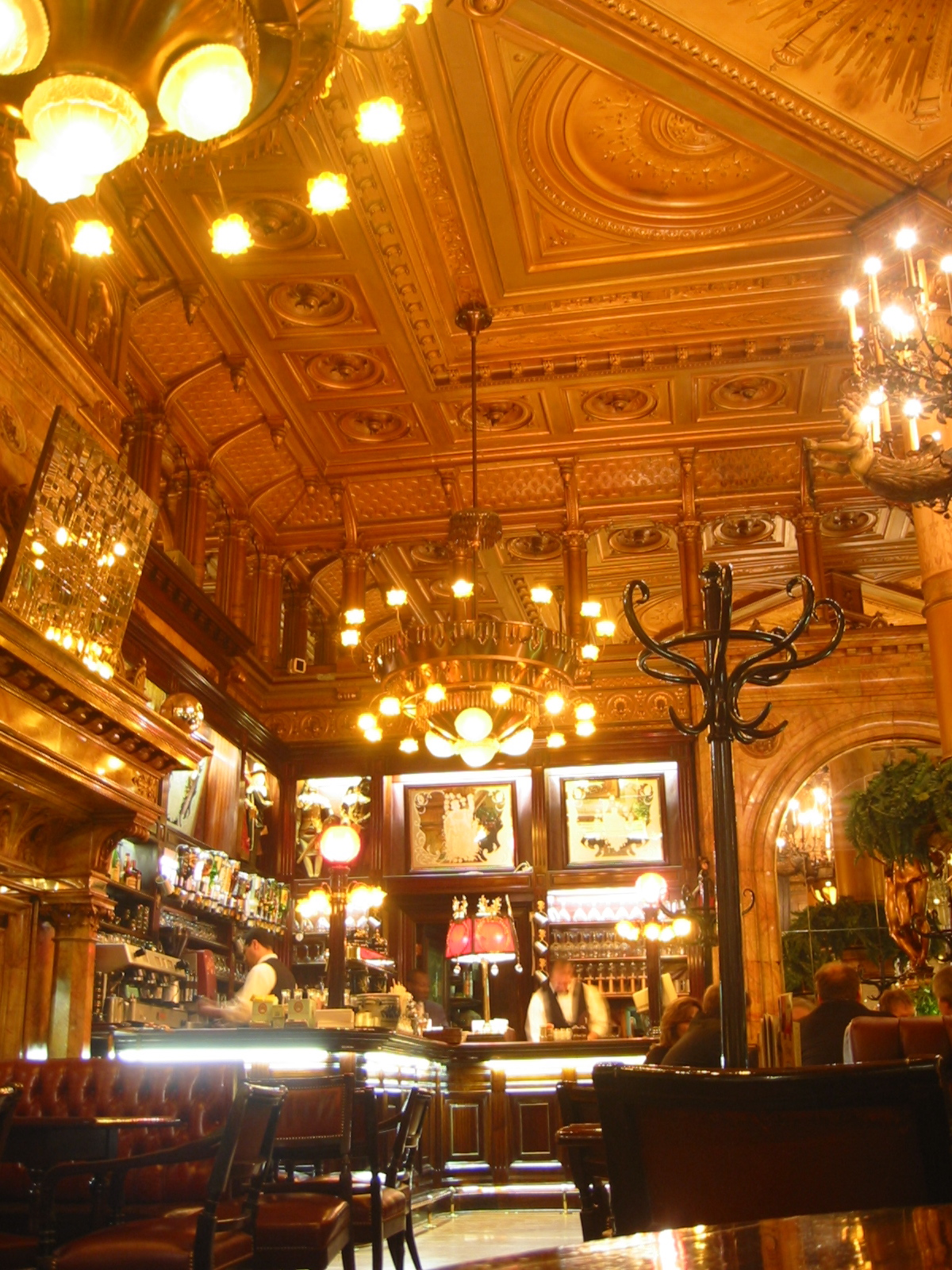
Кафе Метрополь, Брюссель
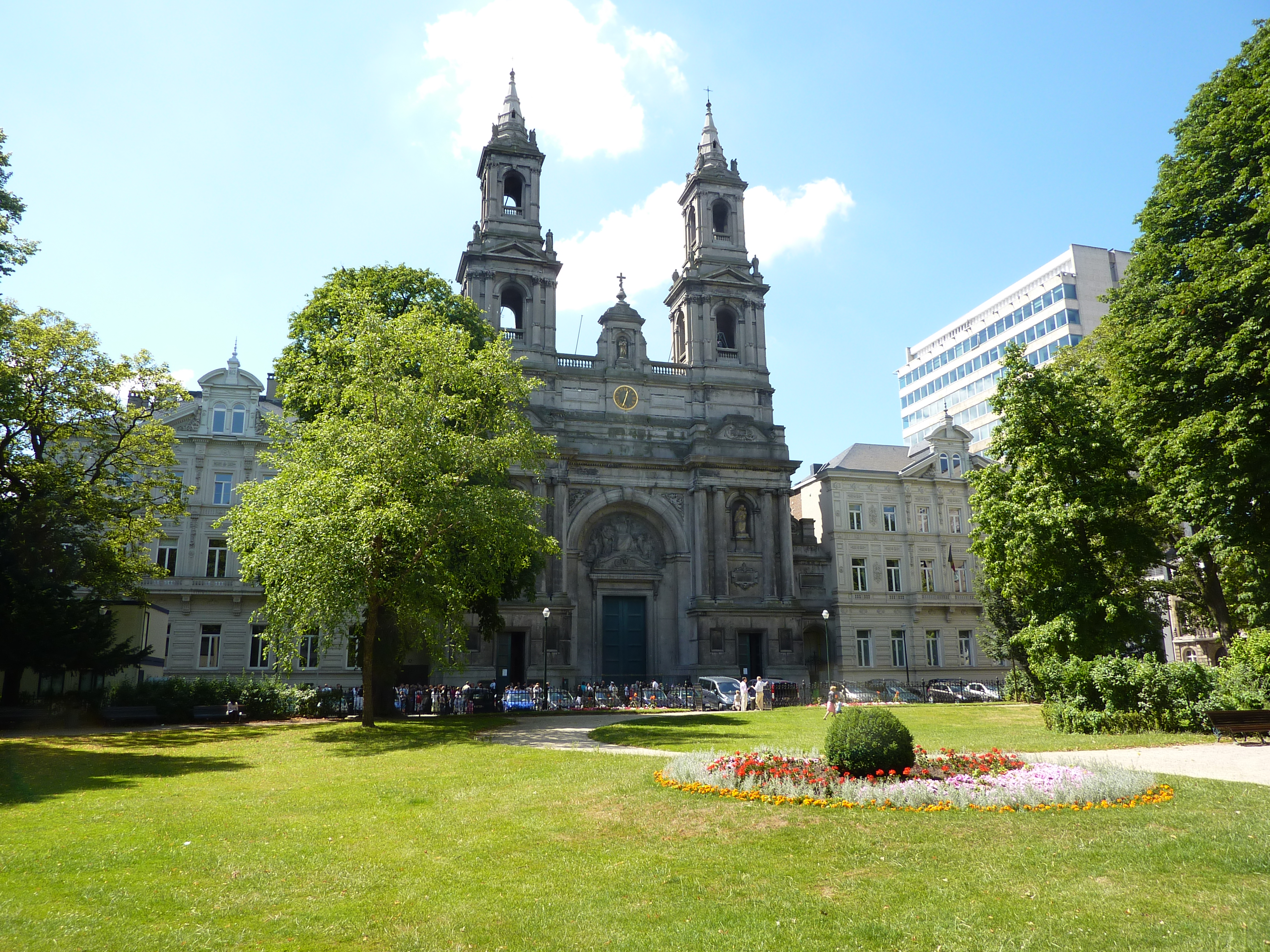
Церква Св. Йосипа, Брюссель
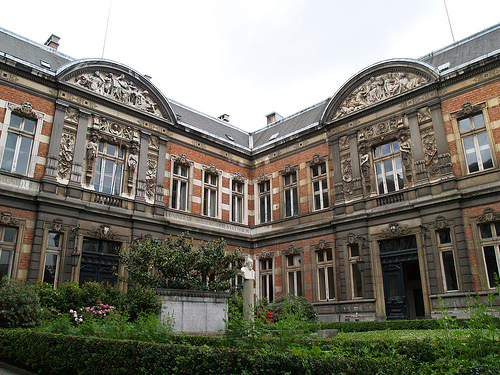
Королівська консерваторія

## Пізній класицизм

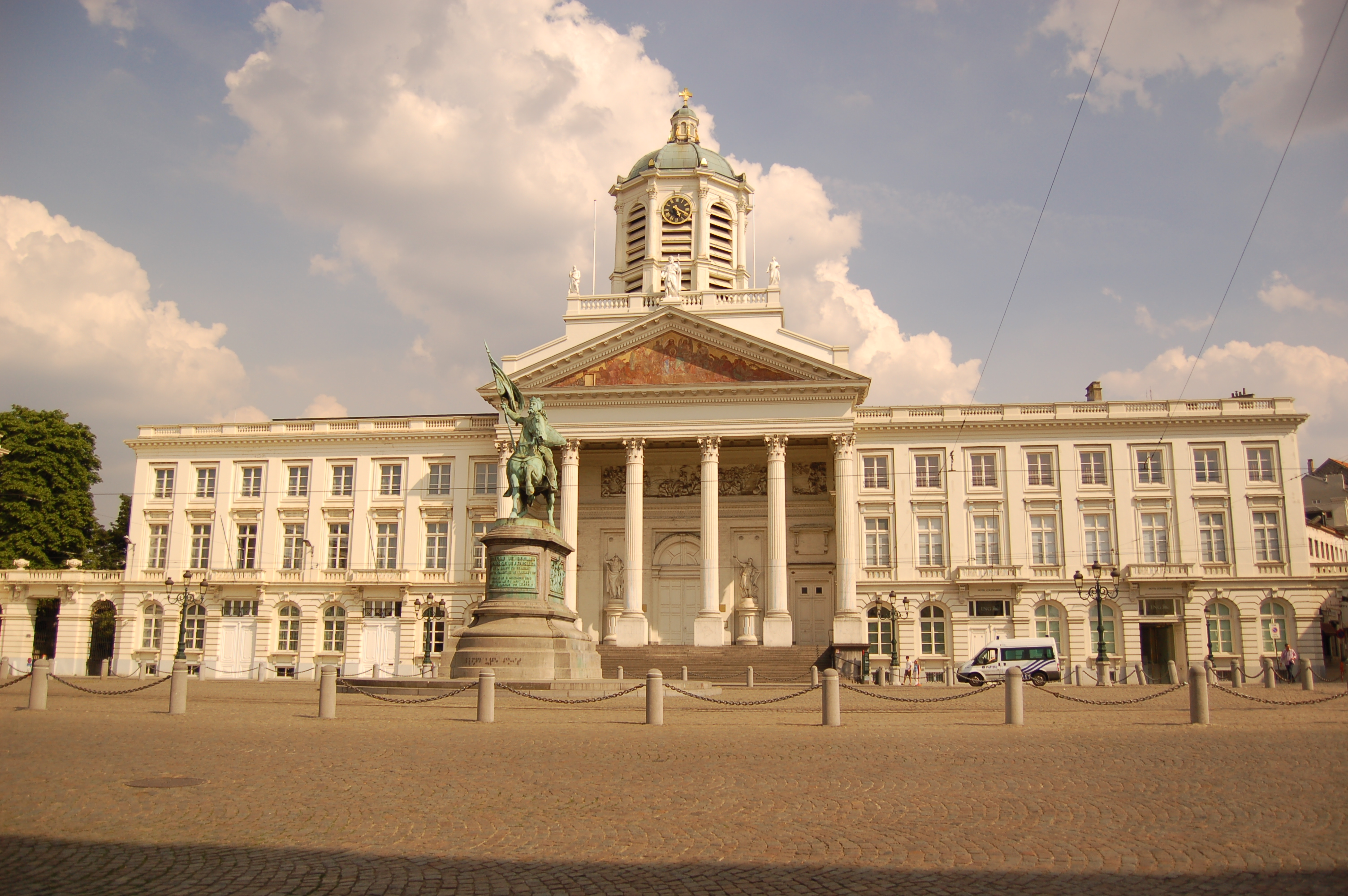

Панівним стилем кінця 18 ст. — першої третини 19-го залишався пізній класицизм. Його настанов дотримувався архітектор Л. Руландт (1786—1864), якому доручили будівництво Палацу юстиції в місті Гент. Використана знайома стилістика — руст, широкі сходи, римський портик. Досить вільна інтерпретація форм класицизму використана в палаці для принца Оранського в Брюсселі (арх. Ш. ван дер Стратен, 1823—1826 рр., пізніше переданий Академії). Симетричний, видовжений фасад палацу не має підкресленого центру — замість нього довга галерея, облямована бічними павільйонами. Ніяких колон, портиків, трикутних фронтонів. Замість них — горизонталі карнизів, аттик без скульптур, доволі плаский дах, що функціонально незручно в країні з туманами і підвищеною вологою.

## Бельгійська еклектика

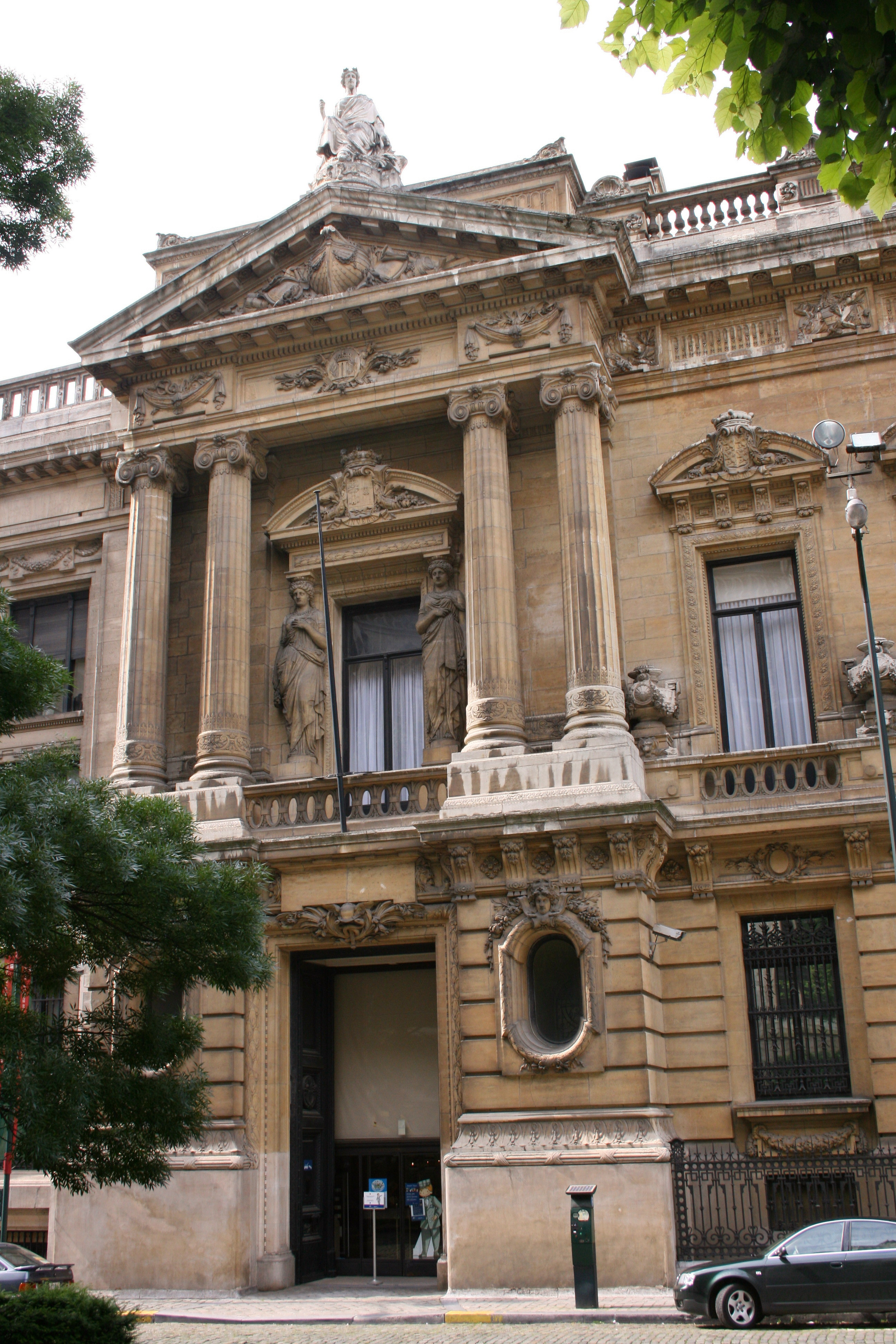
Національний банк.
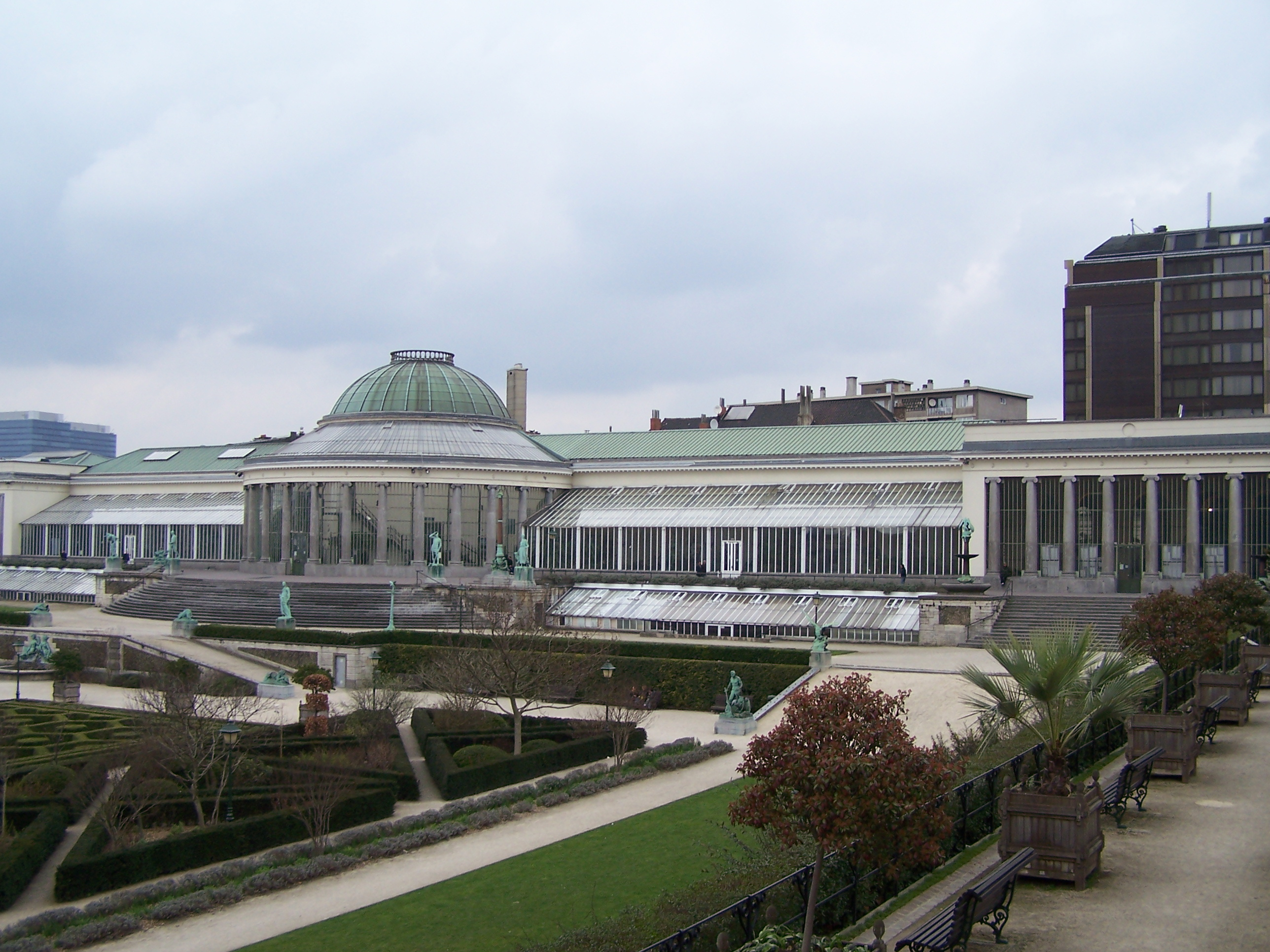
Ботанічний сад.
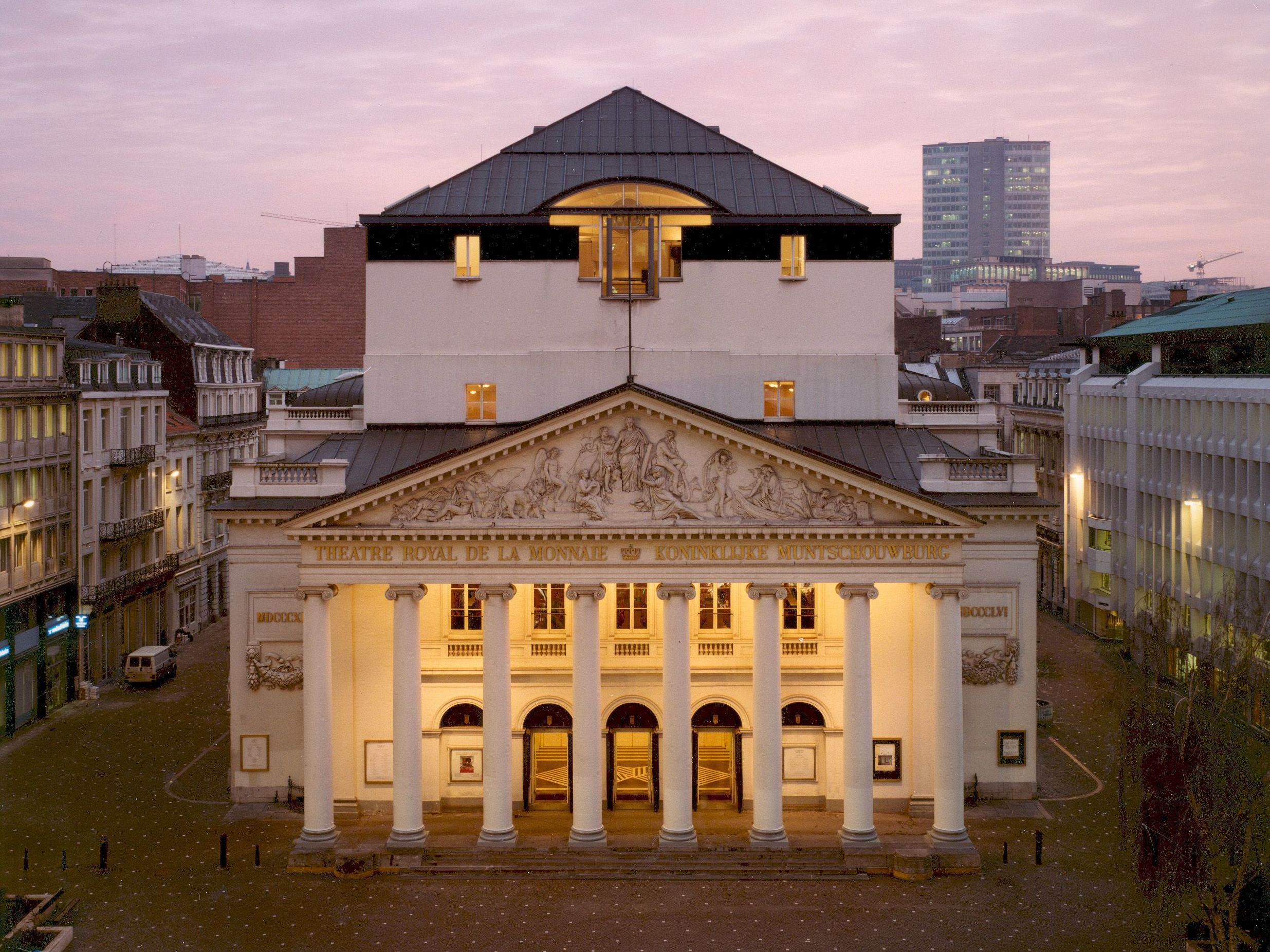
Королівський театр la Monnaie
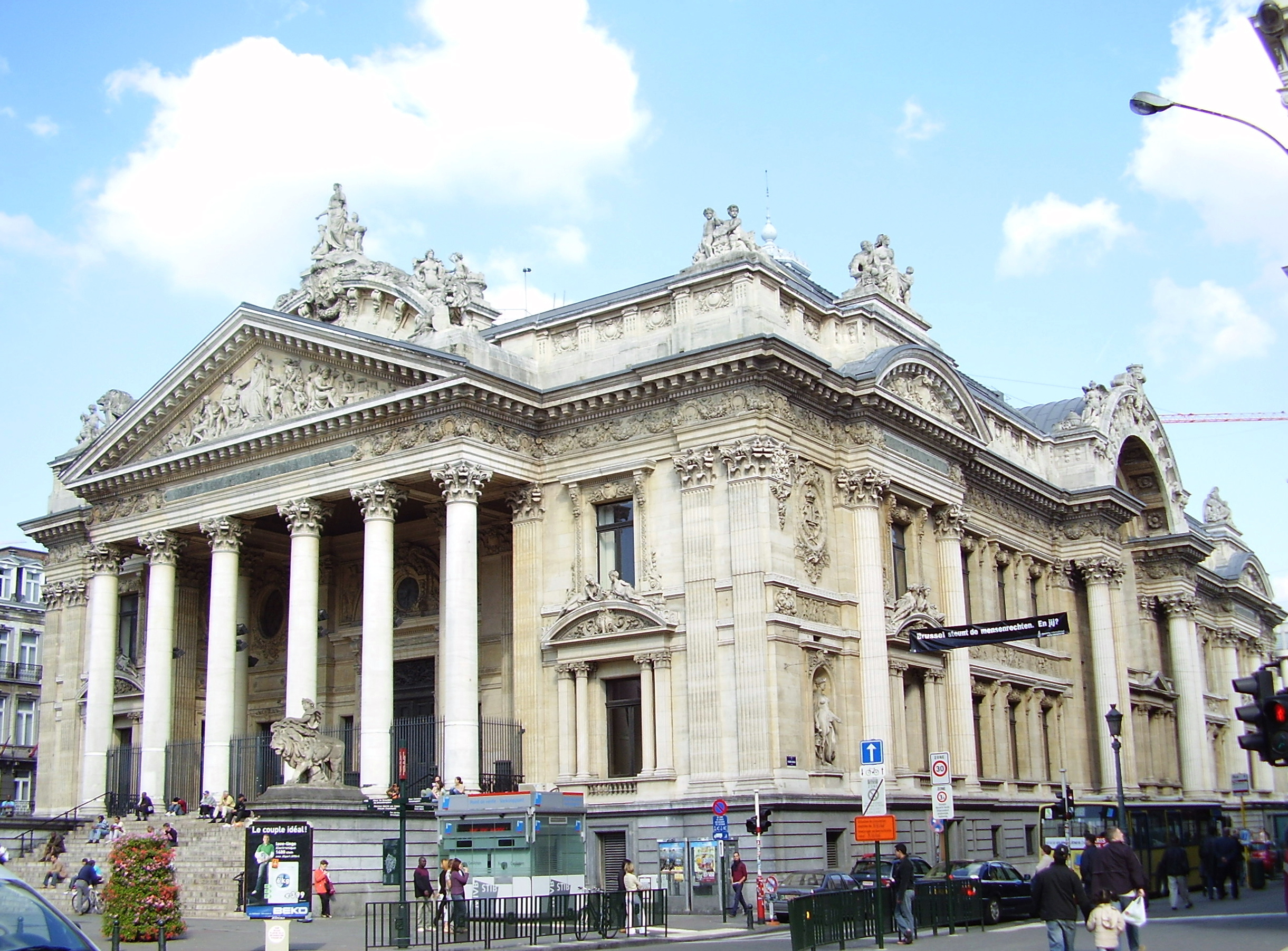
Брюссельська біржа (арх. Л. Сьойс)

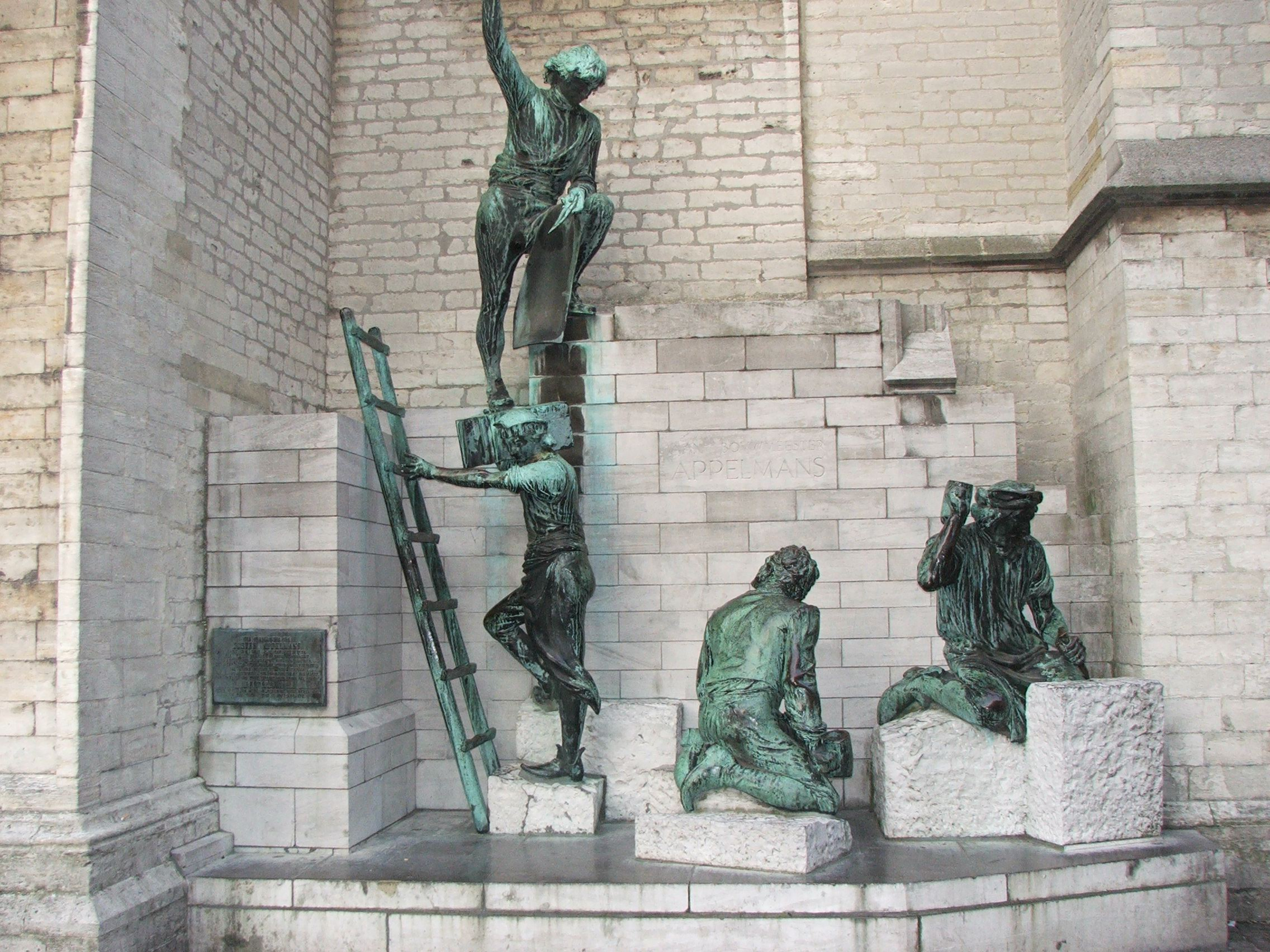
Ск. Жозеф Ламбо. Монумент-подяка будівничим собору Антверпенсьскої Богоматері.

В другій половині 19 століття в бельгійській архітектурі запанувала еклектика. Фасади споруд — перевантажені декором, запозиченим то з французьких споруд 18 століття, то з французької доби маньєризму чи відродження — Національний банк (арх. Беярт), Брюсельська біржа (арх. Л. Сьойс), Палац юстиції (арх. Пуларт), Королівський музей (арх. А. Бала́). Відновлене і сакральне будівництво — церкви будують в візантійському, неоготичному, необароковому стилях.
Пересічна забудова дивує обмеженістю і стриманістю навіть в помешканнях забезпечених верств населення — темно-червона чи жовта цегла, обмаль вікон, два-три поверхи. Це обумовлено значним подорожчанням навіть малих земельних ділянок і податком на кількість вікон-дверей на фасаді. Перший поверх тут — кухня, верхні — кімнати і спальні. Мансарди з щипцовими дахами — спальні або склади. Традиційні будівельні матеріали і типове розпланування зберігали поширення до кінця 20 ст.
Навколо промислових околиць виникають хаотичні, щільно забудовані робітничі і бідняцькі райони з велетенськими територіями, позбавленими благоустрою. Замовники наполягають на економії — архітектори масово відмовляються від виразності, естетики промислових споруд. Використання нових будівельних матеріалів (чавунні колони, довгі балочні перекриття, скло) лише іноді прикривають більш-менш виразними оболонками в історичній стилістиці. Містобудівні проекти мають надто обмежений характер і стосуються лише центрів міст або вокзалів чи небагатьох площ (площа з Колоною Конгресу в Брюсселі. арх. Я. П. Кльойсенар, 1850—1859 рр.) Річку Сенна, що тече крізь центр Брюсселю, сховали в тунель, поверх якого створили бульвари в 1867–1874 рр. В Антверпені модернізують порт.

## Універсальні магазини і пасажі

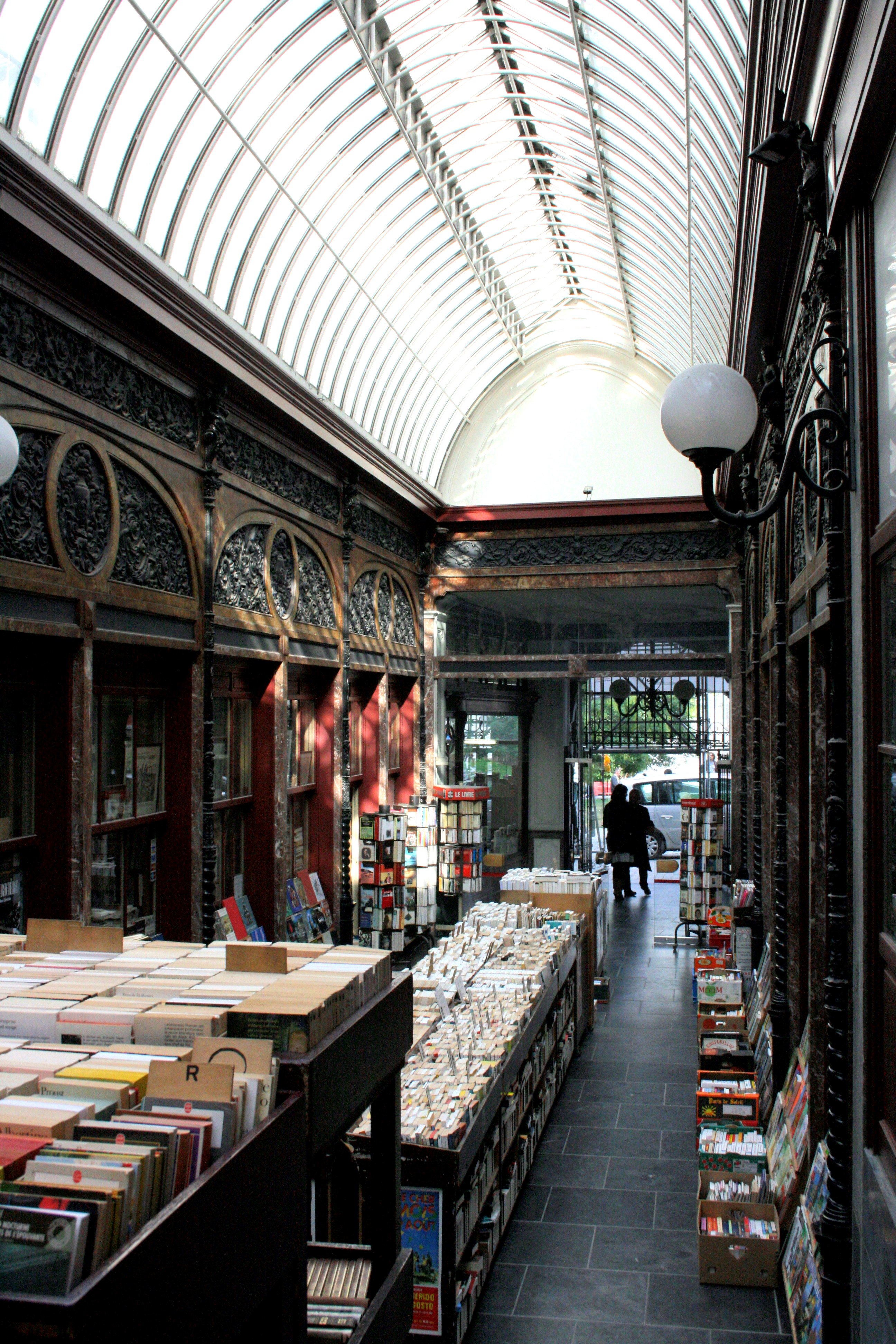
Пасаж Бортьє в Брюсселі
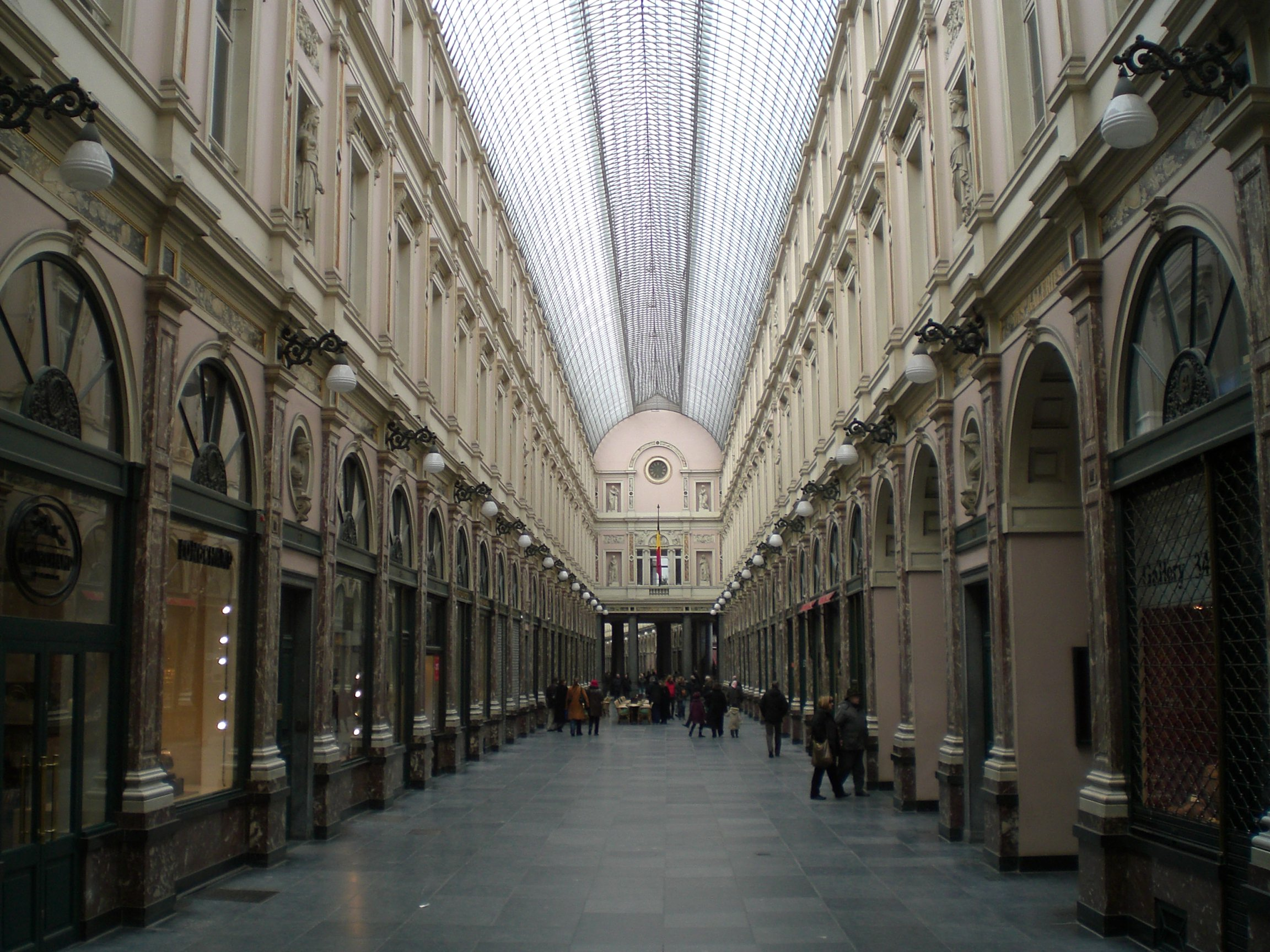
Пасаж в Брюсселі
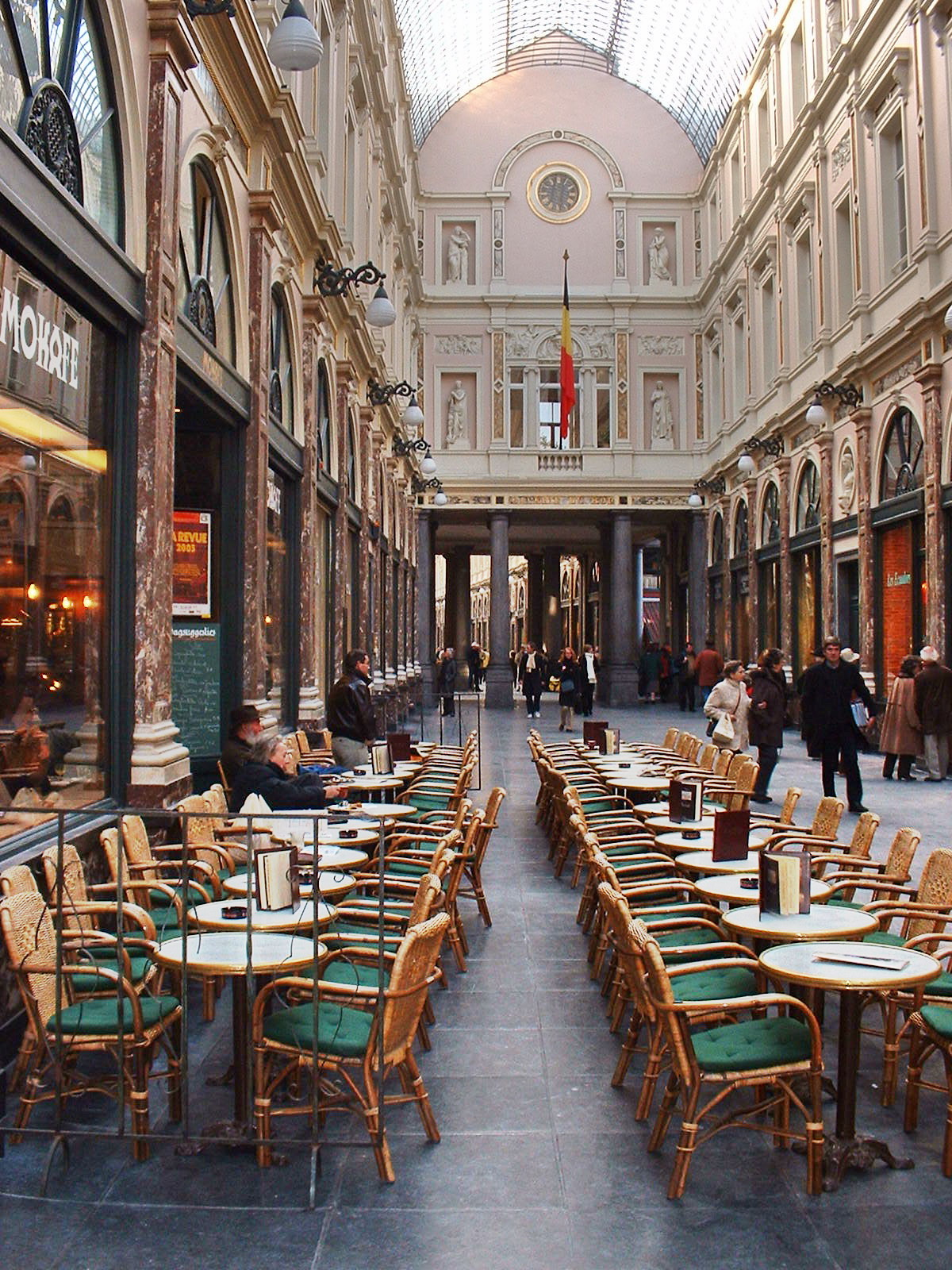
Королівський пасаж Сент Губерт

Наприкінці 19 ст. світом покотилася хвиля створення універсальних магазинів та пасажів (арх. Кльойсенар, пасаж Сен-Юбер в Брюсселі та ін.). Аби привабити покупців, вони поєднують під одним дахом магазини, склади, кафе, кімнати для чоловіків, поки жінки вештаються крамничками, перші туалети. Розроблені й стратегії тривалого утримання відвідувачів в універсальних магазинах з родинами і дітьми, аби продати якомога більше товарів від продуктів і модного одягу — до дрібничок. Набуває популярності реклама — на фасадах, у виданнях, плакатах і газетах тощо.

## Бельгійська сецесія

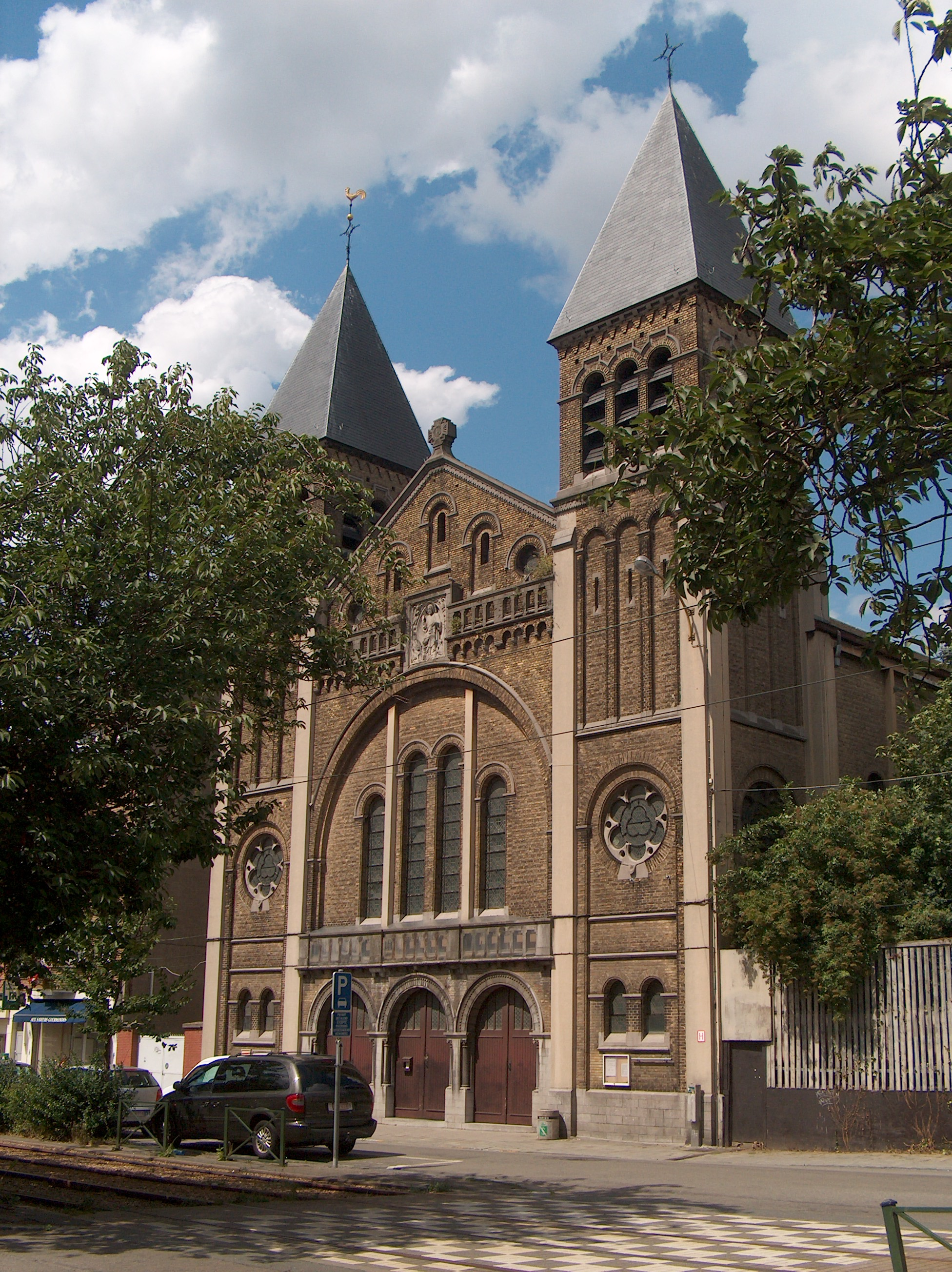
Церква Св. Терези Авільської, Брюссель.

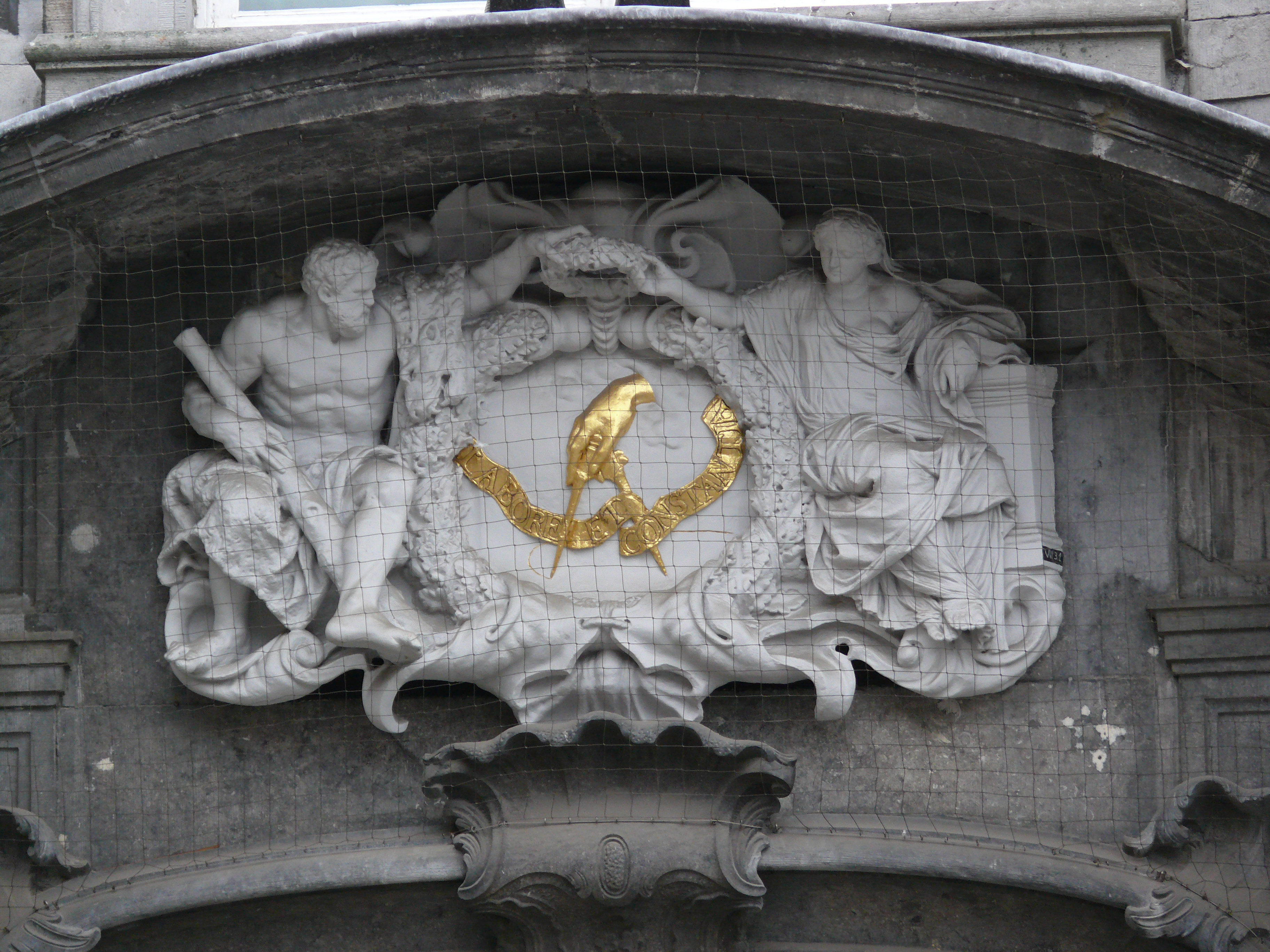
Алегорія «Праця і Наполегливість, що охороняють Творчість»

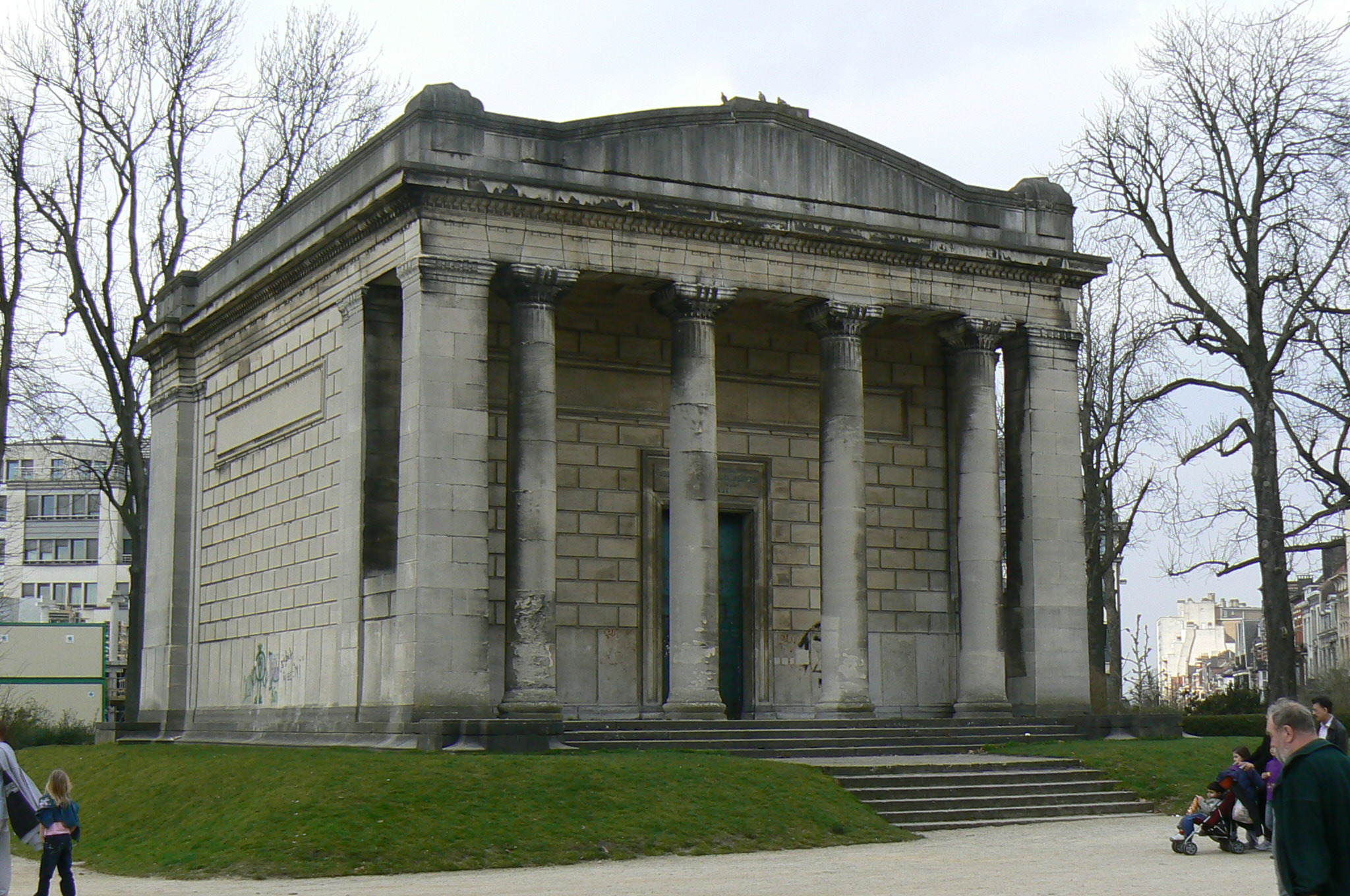
Арх. Віктор Орта. Павільйон для рельєфів «Пристрасті людські», скульптор Жозеф Ламбо, Брюссель.
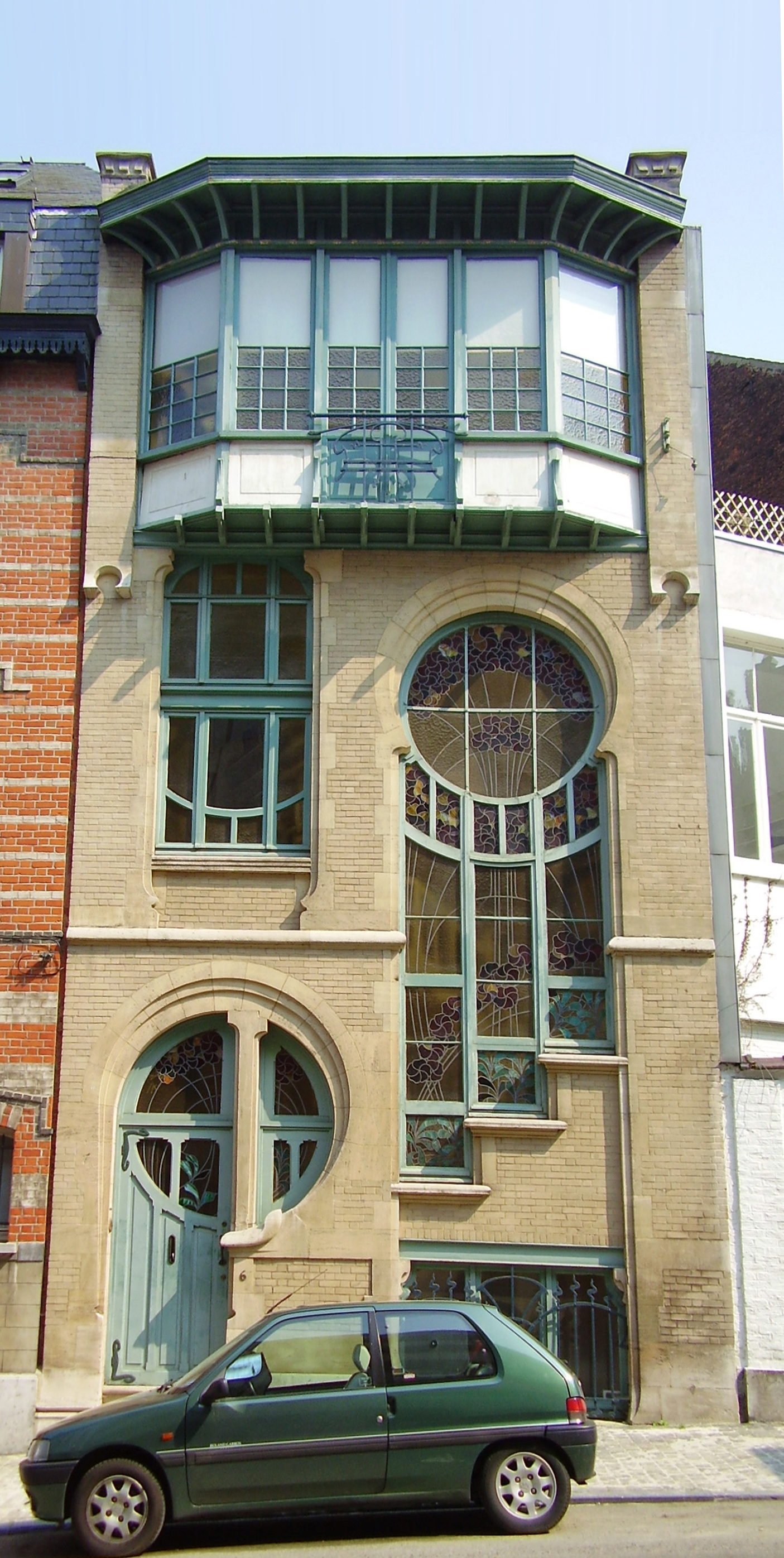
Арх. Ернст Делюн, міський особняк 1905 р., Брюссель.
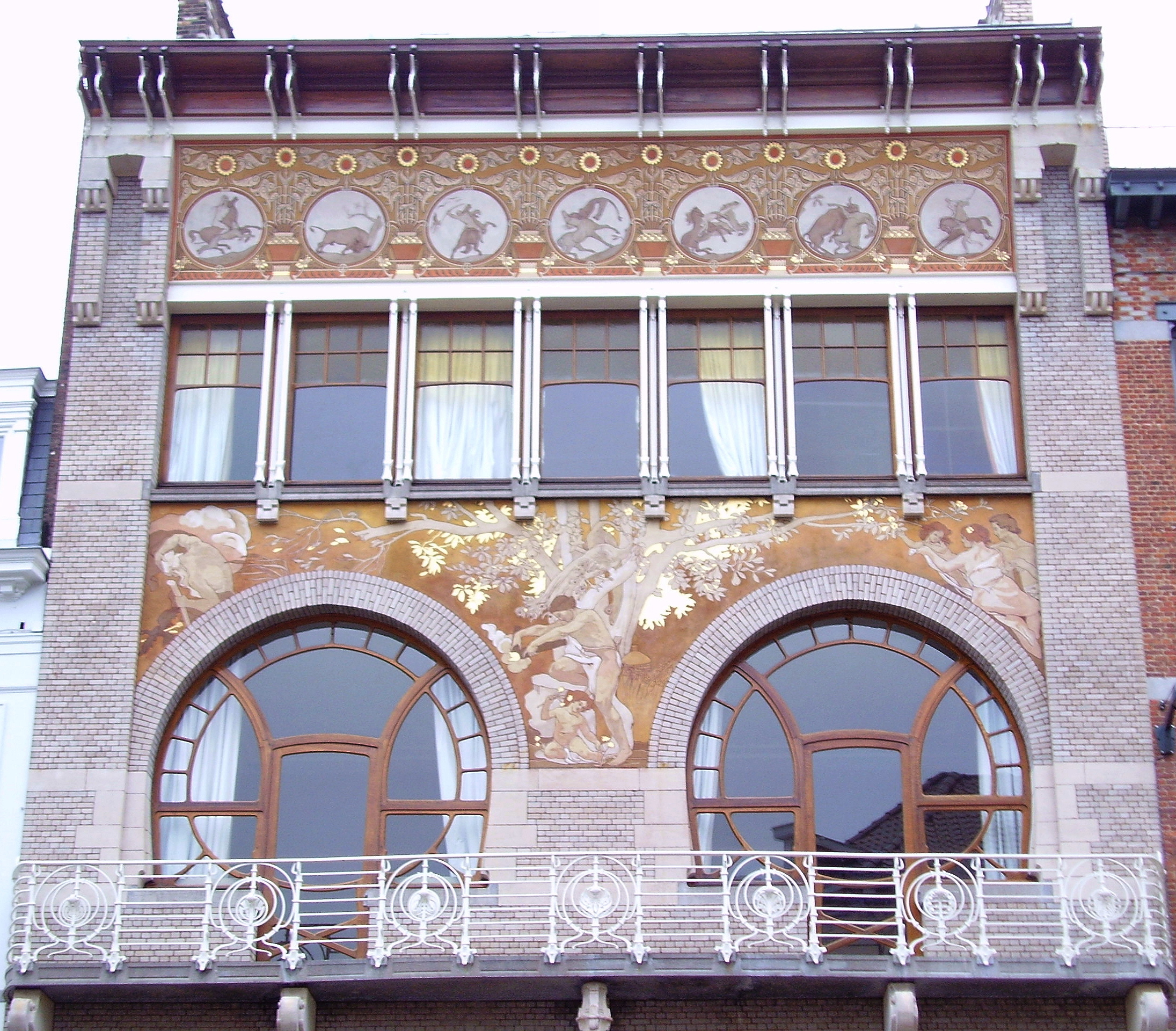
Арх. Пауль Ганкар. Готель Кьямберлані, 1897 р., Брюссель.
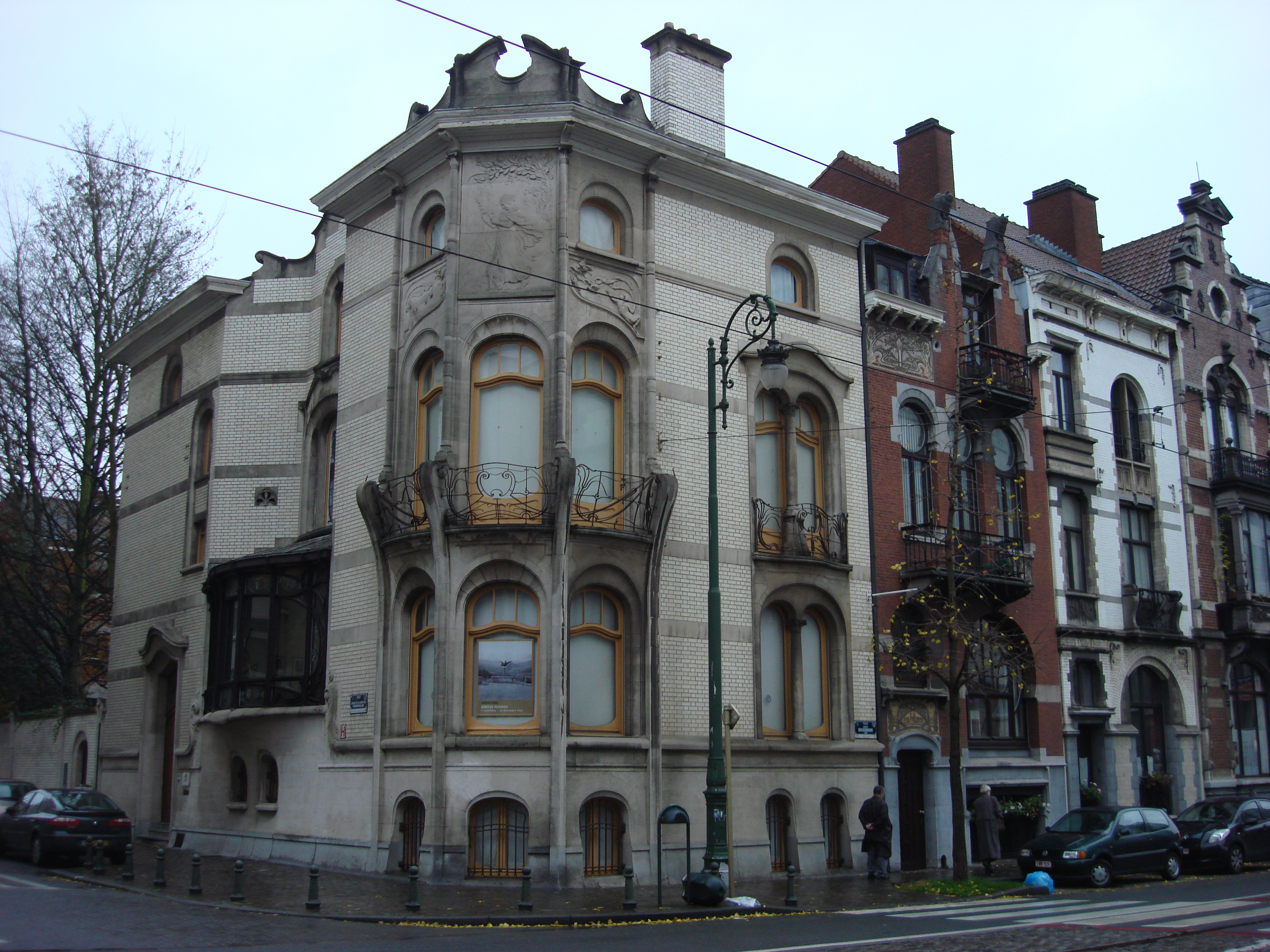
Готель Наннон.
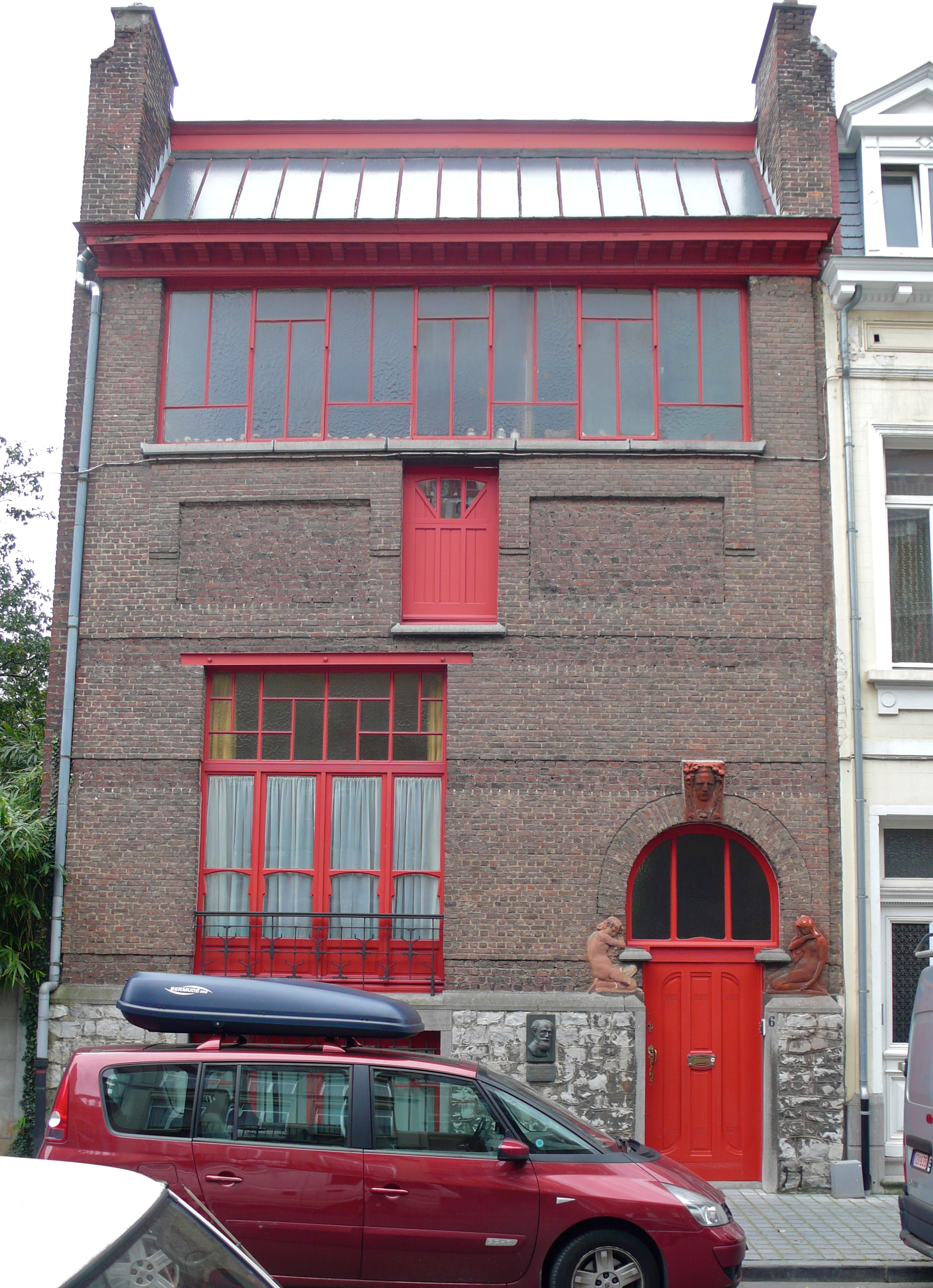
Готель і майстерня художника Еміля Фабрі.

Бельгійська сецесія виникла в художніх гуртках «Товариства двадцяти» (1884—1893) та «Вільна естетика» (1894—1913). Активісти гуртків забажали відмовитись від засилля ордерної архітектури, пошлості історичних стилів, розкрити можливості нових будівельних матеріалів і форм. Логічно, що в Бельгії цей рух отримав назву «нове мистецтво» (art nouveau — ар нуво). Теоретиком нового художнього напрямку став Анрі Клеменс ван де Велде (1863—1957). Він був практикуючим архітектором, але вибудував небагато споруд. Тому в творчому доробку майстра на перші місця вийшли літературна і педагогічна діяльність, а також практика дизайнера інтер'єрів. Не менше значення мала архітектурна практика іншого митця — Віктора Орта́ (1861—1947). Вибудуваний ним в 1892-1893 рр. особняк інженера Тассела в місті Брюссель полонив сучасників відмовою від ордерної архітектури, заокругленим скляним еркером і асиметрією розпланування, бо Орта відкинув умовну красу плану заради комфорту і зручності житла. В порівнянні зі спорудами доби класицизму(симетрія, краса плану, оріентація на італійську архітектуру з ігноруванням інших кліматичних умов Бельгії) це було революційним вчинком.
Хвилясті лінії полонили Віктора Орта́. Він переніс ці природні ліній і в металеві конструкції, і в камінь, і в декор інтер'єрів, в стінописи. Але власні, могутні обмеження вносило матеріальне розмежування суспільства. Орта́заробляв на побудові розкішних приватних будинків чи унікальних, суспільно значущих об'єктів, не втручаючись в пересічну забудову. Звідси потяг до чудернацьких рішень, надмірної декоративності, обмеженості використання рішень митця. Архітектори і теоретики цього періоду прийшли до усвідомлення вартості не тільки унікальних споруд і обслуговування попиту багатіїв, а й до вартості пересічної забудови, до прав на комфортне житло середнього класу, який виник і почав впливати на суспільне, економічне, згодом і на політичне життя країни. Молоді архітектори відроджували традиційні фламандські форми і викристовували давно відому цеглу, відмову від орнаментів, зовнішньо суворі, аскетичні форми з міркувань економії.

## Архітектура 20 ст

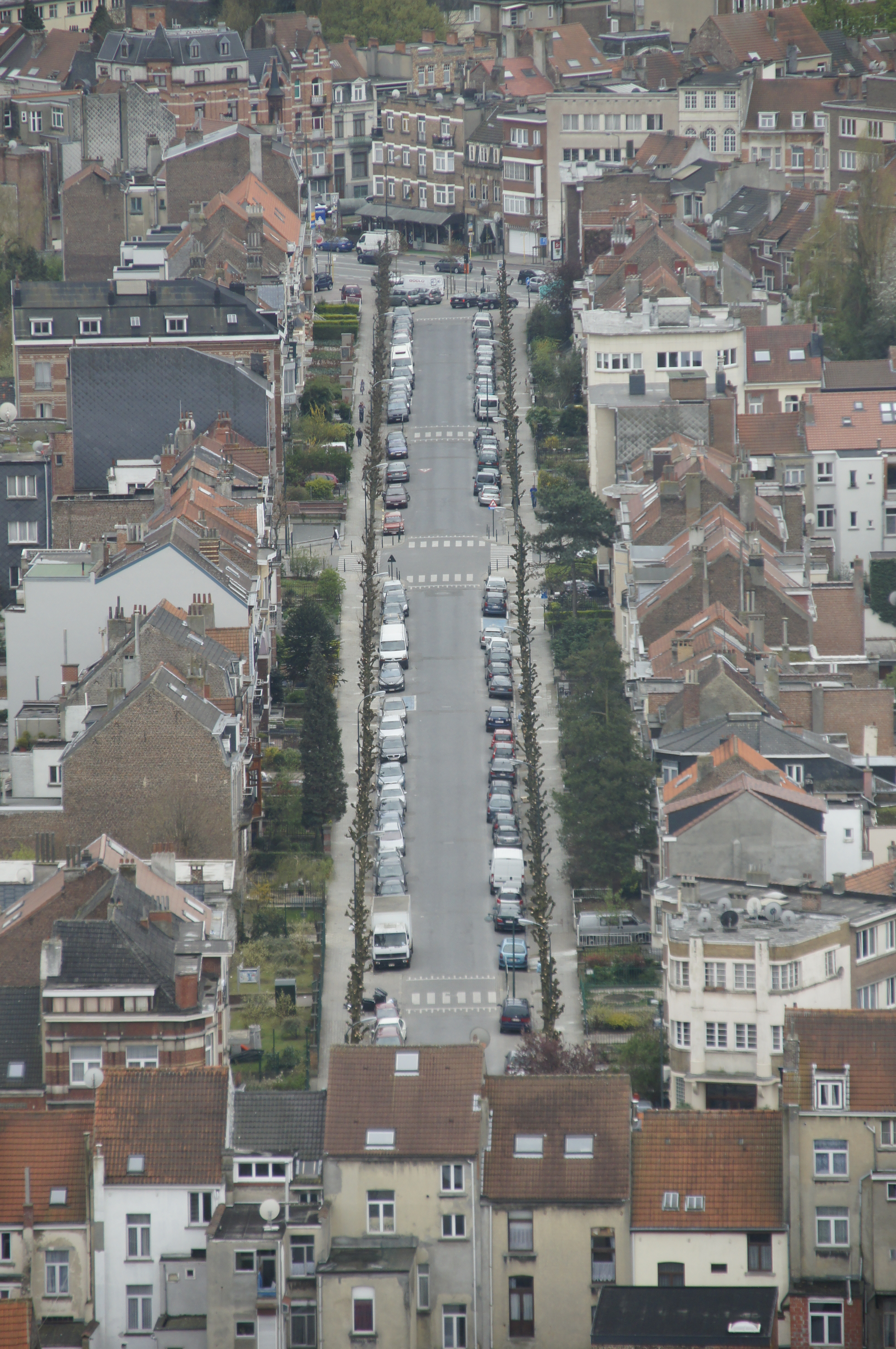
Пересічна забудова Брюсселя

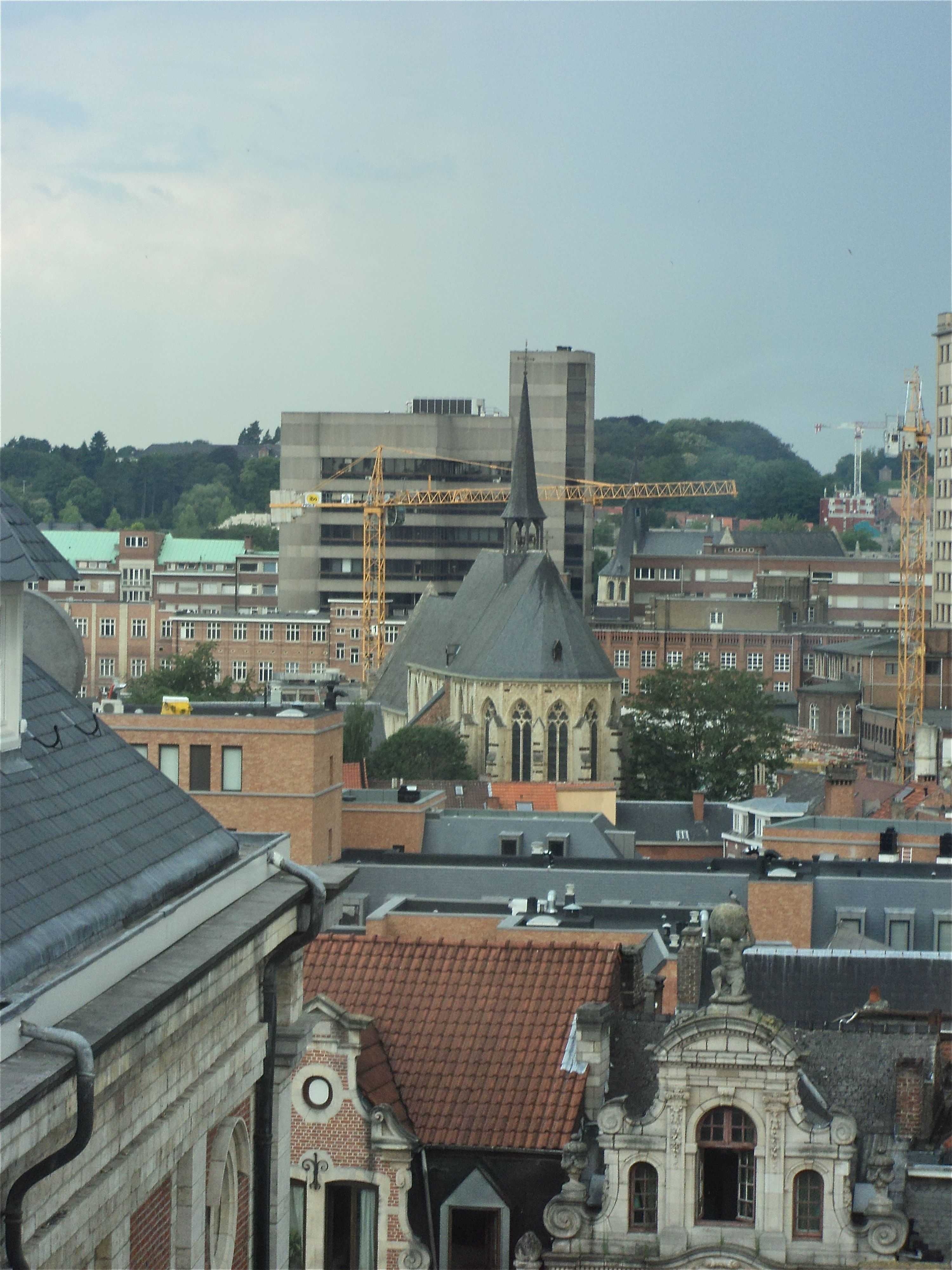
Університет в Льовені, споруди різних століть.
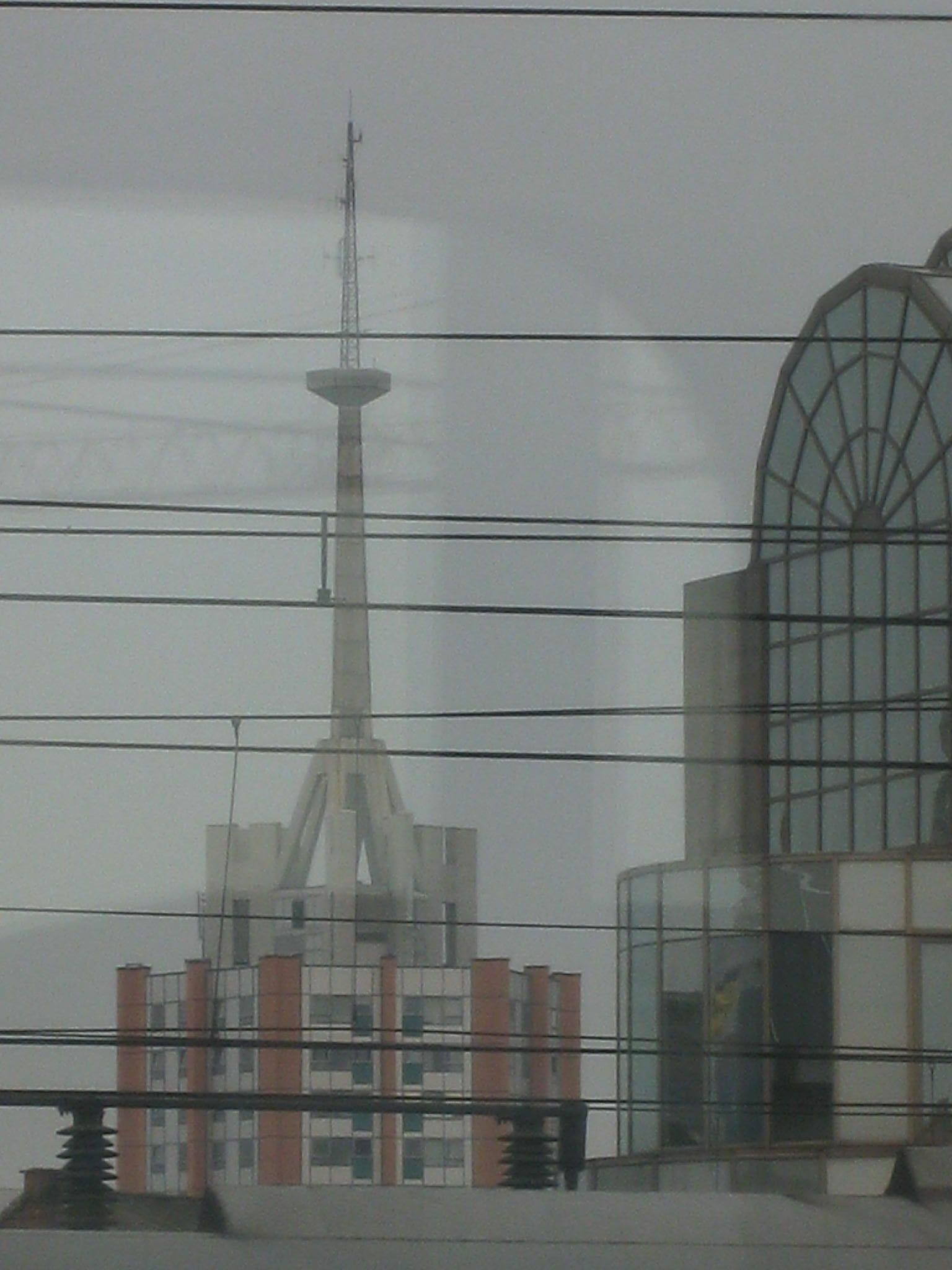
Вежа Сінт-Мартенсдал, Льовен.
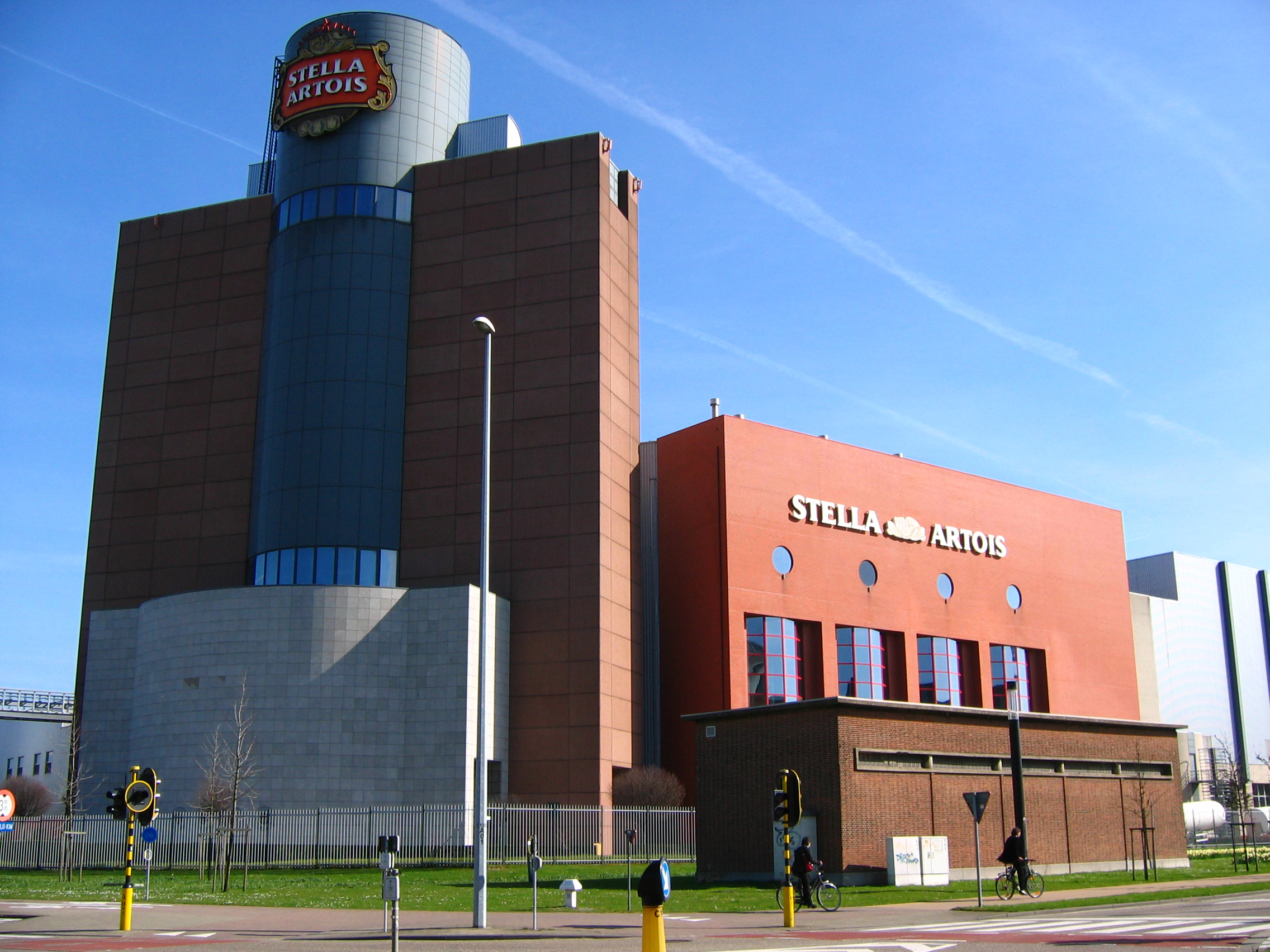
Пивоварний завод «Stella Artois» (Стела Артуа),
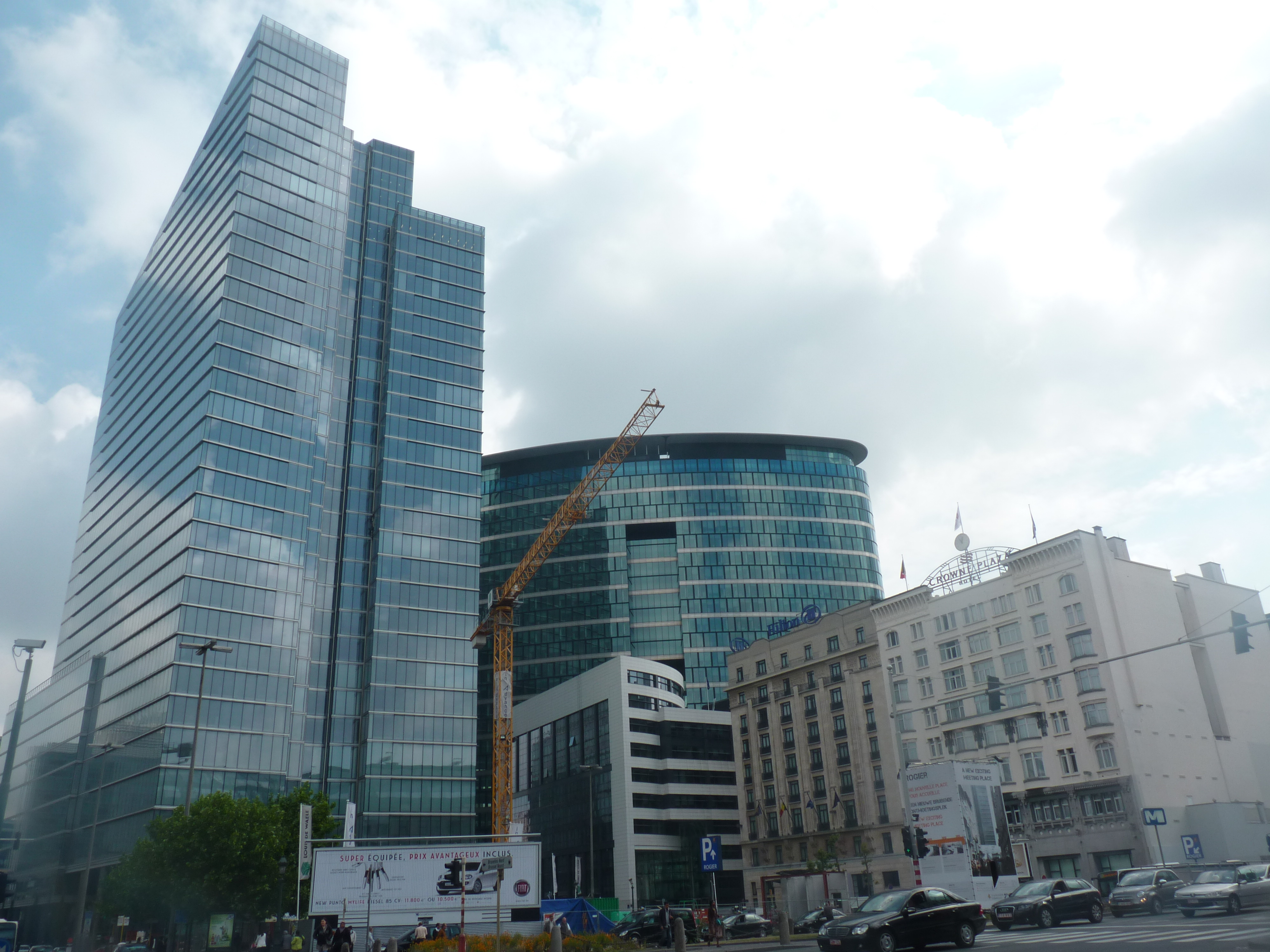
Пляс Чарльз Роджерс, Брюссель
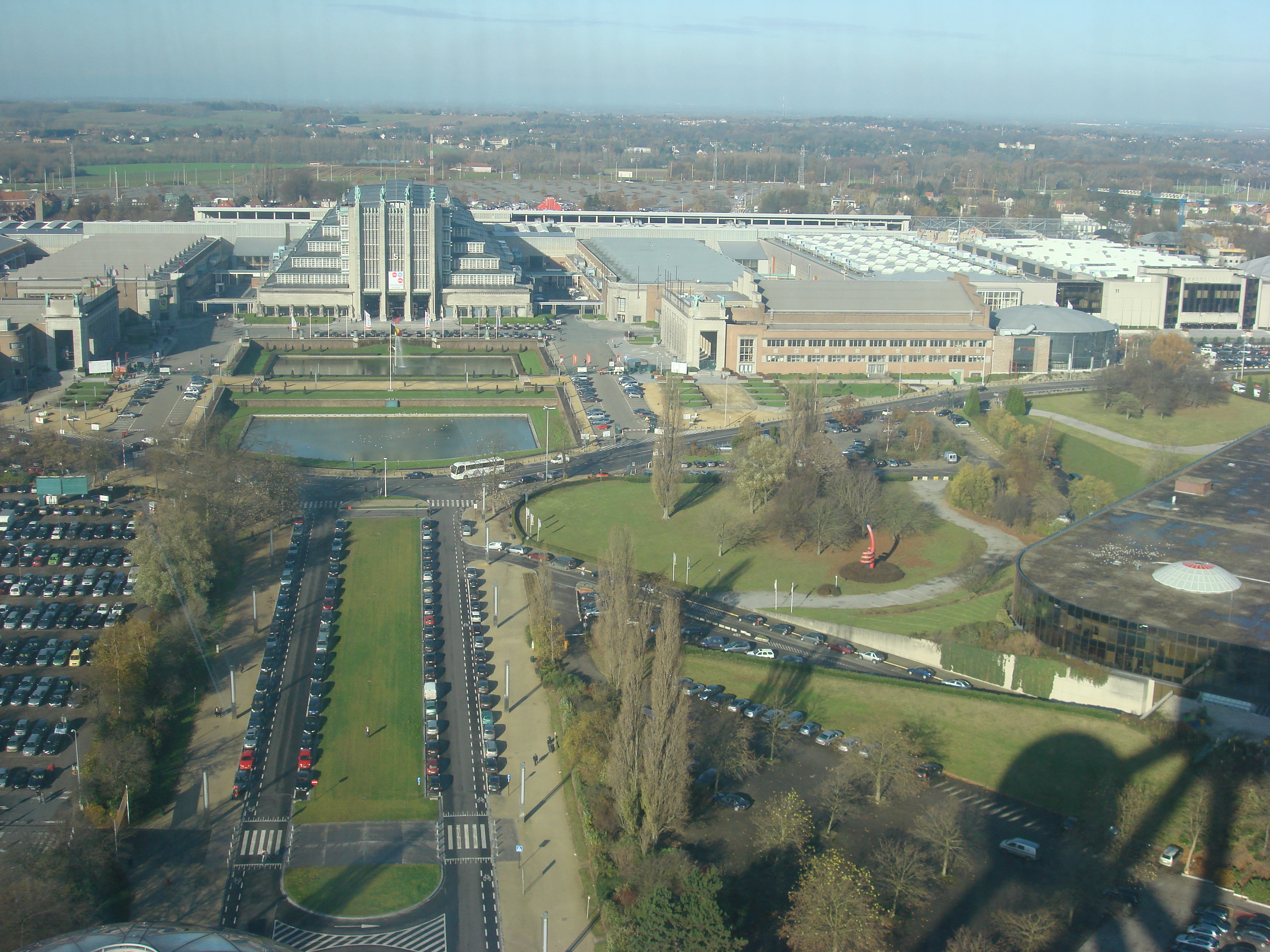
Національний виставковий комплекс

Архітектура міст Бельгії була значно поруйнована в роки 1-ї світової війни. В повоєнний період уряд підтримав не архітектурних авангардистів, а консервативні тенденції до відновлення традиційних форм, до прав на священну приватну власність, до бажання відновити давній вигляд поруйнованих споруд. Поруйновні споруди відновлювали на тих же місцях, практично з тим же традиційним розплануванням, а це відновлювало ще середньовічне розпланування міст. Закладалося ігнорування нових вимог 20 століття до освітлення, гігієни, якості житла. Використання електрики лише частково вирішувало ці проблеми, бо на порозі була відмова від коней і гужевого транспорту, поширення автомобілів і нових будівельних матеріалів тощо.
Стан справ в архітектурі Бельгії початку 20 століття став загрозливо критичним. На ситуацію почав впливати уряд, особливо в галузі містобудівництва. Однак містобудівні плани тривалий час мали лише теоретичний характер, а пізніше — незначну реалізацію. Найвідомішим стало будівництво селищ «Національним товариством дешевого житла», заснованого 1920 року. Обмеженість коштів спонукала бельгійських архітекторів до створення типових проектів, до стандартизації і механізації будівництва. Це притаманно і двом найкращим селищам, реалізованим на околицях Брюсселя, де ситуація була найбільш загрозливою. Селища Селзате (арх. Хейбрехт Хосте) та «Сучасне місто» (арх. Віктор Буржуа) мають вільне розпланування. Житлові квартали і стежки для пішоходів розташовані серед рослинності і відокремлені деревами від транспортних шляхів. Селища мають власні адміністративні центри, мережу крамниць, майданів для дітей, шкіл, зон відпочинку. Але відновилося і будівництво приватних будинків, вілл, прибуткових будинків. Завелика ціна на земельні ділянки, особливо в містах, спонукала до висотного будівництва. 1931 року в розвиненому Антверпені вибудували перший в Бельгії висотний будинок Торенгебау. Але доля промислового та транспортного будівництва все ще залишалась невеликою. Серед помітних споруд доби — портові споруди та аеровокзал в Антверпені (арх. С. Ясинскі), судноплавний канал Альберта (1930—1939 рр.) Протиріччя архітектурної практики мали місце і в спорудах для Міжнародної виставки 1935 р. в Брюсселі (Великий палац Століття, арх. Ж. ван Нек)
Бельгія наново постраждала від бомбардувань і німецько-фашистської навали в роки 2-ї світової війни. В повоєнні роки містобудівну ситуацію почав контролювати уряд. Частка житлового ресурсу була відновлена, частка вибудувана наново. Почалося усунення нетрів, виведення промислових підприємств за межі міст, благоустрій житлових районів (обводнення, зелене будівництво тощо). Історичні міста зберігали тісну забудову, але в мережу старих і вузьких будинків дозволили вбудовувати сучасні споруди, які значно «випадали» з історичного оточення через спрощений декор, сучасні матеріали, аскетизм фасадів. Аби розв'язати транспортні проблеми в Брюсселі, в місті перед Всесвітньою виставкою створили мережу тунелів та віадуків. Підземним шляхом з'єднали місто і аеропорт в Мелсбруку (арх. Бренфо та ін.), що став одним з найбільших в Західній Європі. Сільські райони Бельгії змінили нові готелі для туристів, нові шосе і автостради, крамниці в підкреслено осучасненому вигляді. Архітектори Бельгії не цураються іноземного досвіду і запозичують вдалі рішення в архітектурі Нідерландів чи Великої Британії.